# Naviraí
Naviraí (pronúncia AFI: [naviˈɾai]) é um município da Região Geográfica Imediata de Naviraí-Mundo Novo, na região geográfica intermediária de Dourados, no estado do Mato Grosso do Sul, na Região Centro-Oeste do Brasil. Foi fundada em 16 de abril de 1952 por vários pioneiros brasileiros e japoneses e emancipada em 1963. De ocupação inicial indígena, Naviraí, nos anos 1950, era apenas um campo desabitado. Foi a partir daí que começaram a chegar por avião e por barco os primeiros colonizadores de origem europeia. Em 1955, com a construção da estrada que liga Naviraí a Dourados, começou a se desenvolver mais rápido. Quinze anos depois, quando houve o primeiro censo da cidade em 1970, a população era de 23 117 habitantes. Mais de vinte anos depois, a população foi para 30 670 habitantes, um crescimento de 32,7%. Duas décadas depois, em 2010, a população saltou para 46 424 habitantes, uma diferença de 51,4%. Em quarenta anos, a população de Naviraí teve um crescimento líquido de 100,8%.
O etnônimo da população do município é naviraiense. Atualmente, é o sétimo centro mais populoso de Mato Grosso do Sul e 39º centro mais populoso da região Centro-Oeste do Brasil, com 54 051 habitantes e 16,66 habitantes por quilômetro quadrado segundo as estimativas de 2017, divididos em 16 441 domicílios sendo, portanto, uma cidade média-pequena. O município é conhecido pela sua diversidade de culturas, tendo influências japonesas, portuguesas, sul-americanas (paraguaias) e indígenas. Naviraí também é centro episcopal graças à uma diocese presente no município. Com exatos 3 193,839 quilômetros quadrados de área territorial, o município de Naviraí é o 649º maior município em extensão territorial do Brasil e o 8º colocado em Mato Grosso do Sul e também um dos maiores municípios da Região Centro-Oeste.
O turismo vem sendo decisivo no desenvolvimento do mercado de trabalho local. Naviraí é um importante destino turístico nacional graças aos seus vários eventos e belezas naturais. No mercado turístico, Naviraí faz parte do chamado Cone-Sul de Mato Grosso do Sul. Na infraestrutura turística nacional, a cidade ficou na categoria C (entre A e E), ou seja, no meio. Entre os eventos importantes do município, os mais importantes são o Navi Folia (carnaval de rua do município), Exponavi (Exposição Agropecuária e Industrial de Naviraí, feira mais tradicional do cone-sul do estado), Fejunavi (festa junina do município) e Nippon Fest (evento baseado na cultura do Japão, com gastronomia e música típicas).
Pela rodovia BR-163, o município se conecta com os estados de São Paulo, Paraná, Santa Catarina, Mato Grosso e outros países do Mercosul. Esta rodovia está em processo de duplicação em toda a extensão dentro do estado de Mato Grosso do Sul desde abril de 2014. As obras estão previstas para durarem cinco anos. Há ainda acesso à cidade pelo seu terminal rodoviário e pelo seu aeroporto, que foi incluído no Programa de Investimentos em Logística: Aeroportos do Governo Federal e será reformado. Outro projeto que está sendo discutido na logística local é a implantação de seu porto seco, o que evitaria que caminhões acessassem a região central da cidade. Com produto interno bruto de 1,353 bilhão de reais em 2015 segundo o Instituto Brasileiro de Geografia e Estatística, é o 12º município mais rico de Mato Grosso do Sul e está também entre os 550 mais ricos do país. Com arrecadação de 31 milhões de reais em 2017,[carece de fontes?] a cidade ficou com o 496º maior potencial de consumo (IPC Marketing) entre todas as cidades brasileiras em 2014, com índice de 0,0262% e no estado ficou em sétimo lugar.{{carece de fontes Há previsão de que Naviraí se torne o quinto município em importância política, populacional, econômica e estrutural de Mato Grosso do Sul.

## Topônimo

### Etimologia
Há duas versões sobre a origem do nome de Naviraí:
- 1ª versão

Quando chegaram na região os primeiros colonizadores europeus e encontraram os primeiros exploradores da erva-mate, já havia o pequeno rio de águas cristalinas chamado de Naviraí. De origem guarani, o nome Naviraí possui a seguinte definição:
| Definição do topônimo Naviraí | Definição do topônimo Naviraí |
| Prefixo/sufixo                | significado                   |
| ----------------------------- | ----------------------------- |
| Na                            | impregnar–se                  |
| Virã (prefixo)                | roxo/arroxado                 |
| Í (sufixo)                    | pequeno                       |
| Ĩvira'í                       | arbusto pequeno               |
| I (sujeito)                   | rio, arroyo                   |

Ou seja, Pequeno Rio Impregnado de Arbustos Roxos ou Rio Impregnado de Pequenas Árvores Arroxeadas.
- 2ª versão

Naviraí é um nome de origem castelhana que quer dizer natividade ou nascimento.

### Alcunhas
Naviraí tem algumas alcunhas que a descrevem, tais como Corredor do Mercosul (por ficar próximo a países vizinhos tais como o Paraguai), Capital do Cone Sul (principal cidade da região onde se localiza), Melhor traçado urbano de MS (possui um traçado diferenciado e contemporâneo que dificilmente se vê em outras cidades do estado e do Brasil). O nome da cidade é abreviado geralmente para Navy.

## História
A cidade de Naviraí foi um projeto urbanístico da Colonizadora Vera Cruz Mato Grosso Ltda de criar, em pleno território do então Mato Grosso, uma nova Canaã. Em 1952, chamou-se inicialmente povoado Vera Cruz, em função da colonizadora homônima, e desde 1958 possui o nome atual, quando Naviraí foi elevada a distrito. A partir de então, a cidade se desenvolveu e tornou-se uma das mais importantes de Mato Grosso do Sul graças aos seus primeiros empreendedores. Grande parte veio acreditando que a região se tornaria um grande polo regional de uma região rica.
Em poucas décadas de fundação, foram três fases econômicas principais que podem ser divididos da seguinte forma:
- fase da extração da madeira e produção agrícola (notadamente o plantio de café);
- fase do grande ciclo da madeira e a modernização da agricultura (ciclo do algodão) e criação de gado;
- fase de desenvolvimento da agroindústria e a prestação de serviços (1990 em diante).

### Pré-fundação
Fim da Guerra do Paraguai e conquista da região pelo Brasil
Ao final da Guerra do Paraguai, não houve um tratado de paz entre os países envolvidos (Paraguai, Brasil, Argentina e Uruguai). Embora a guerra tenha terminado em março de 1870, os acordos de paz não foram concluídos de imediato. As negociações foram obstadas pela recusa argentina em reconhecer a independência paraguaia. O Brasil não aceitava as pretensões da Argentina sobre uma grande parte do Grande Chaco, região paraguaia rica em quebracho (produto usado na industrialização do couro). A questão de limites entre o Paraguai e a Argentina foi resolvida através de longa negociação entre as partes. A única região sobre a qual não se atingiu um consenso — a área entre o rio Verde e o braço principal do rio Pilcomayo — foi arbitrada pelo presidente estado-unidense Rutherford Birchard Hayes, que a declarou paraguaia. O Brasil assinou um tratado de paz em separado com o Paraguai, em 9 de janeiro de 1872, obtendo a liberdade de navegação no rio Paraguai. Foram confirmadas as fronteiras reivindicadas pelo Brasil antes da guerra. Estipulou-se também uma dívida de guerra que foi intencionalmente subdimensionada por parte do governo imperial do Brasil mas que só foi efetivamente perdoada em 1943 por Getúlio Vargas, em resposta a uma iniciativa idêntica da Argentina. O reconhecimento da independência do Paraguai pela Argentina só foi feito na Conferência de Buenos Aires, em 1876, quando a paz foi estabelecida definitivamente.
Em 13 de setembro de 1943, foi criado o Território Federal de Ponta Porã pelo presidente Getúlio Vargas, que abrangia os municípios de Dourados (que, até então, incluía Naviraí), Porto Murtinho, Miranda, Nioaque, Bela Vista, Ponta Porã, Maracaju e Bonito (sendo Ponta Porã sua capital). Este durou apenas três anos (1943 a 1946), sendo reintroduzido ao estado de Mato Grosso em 7 de janeiro de 1947.

### Fundação
A ocupação do distrito de Naviraí se inicia com a fase de consolidação da economia cafeeira no País
Oitenta anos após a anexação do território pelo Brasil, a cidade de Naviraí foi criada com base em projetos privados bem-sucedidos de colonização com projeto baseado nas mais avançadas normas de desenvolvimento de sua época, sendo um modelo técnico de traçado urbano que demonstrasse um estilo de funcionalidade racional. O desenvolvimento de Naviraí inicialmente foi muito mais pela ação dos desbravadores, migrantes e imigrantes de várias partes do Brasil e exterior do que pelo desenvolvimento dos provedores e técnicos da Colonizadora Vera Cruz Mato Grosso, fundada em 16 de abril de 1952 por empresários japoneses e brasileiros. Chamado inicialmente de povoado Vera Cruz, pois era alcançado apenas por via fluvial através do Rio Amambai, começou a ser povoado por diversos povos a partir de então. Os primeiros núcleos familiares começaram a construir seus ranchos de tronco e sapê onde se localiza atualmente o Rancho São Lucas, que já era habitado anteriormente pelos índios guaranis. No ano seguinte, surgiram as primeiras serrarias e várias fábricas de beneficiamento de madeira, então bastante abundante nesta região.
Nos anos 1950, o acesso à região era praticamente inexistente. Apenas no ano de 1955 foi concluído um acesso rodoviário precário que fez a ligação inicialmente de Vera Cruz à cidade de Dourados e, com isso, começou um desenvolvimento mais acelerado a partir de então. A localidade de Vera Cruz passa a ser distrito com o novo nome de Naviraí (nome que permanece até hoje) em 22 de dezembro de 1958 pela Lei Estadual nº 1195. Nessa mesma época, seu território passa a ser subordinado ao novo município de Caarapó, que foi desmembrado de Dourados.
Intensificação do povoamento e criação do município de Naviraí
É inegável que as ações da Colonizadora Vera Cruz proporcionaram, ao núcleo naviraiense, características únicas com relação a outros centros urbanos fundados no resto do Brasil. A fama de cidade moderna e planejada conhecida atualmente (inclusive pelos visitantes e turistas que a frequentam) já era conhecida desde a sua fundação, com inspiração no conceito de uma cidade planejada. E realmente o Produto Naviraí foi idealizado especialmente para ser um grande negócio tanto para a colonizadora quanto para os que aí vivem e investem. Essa situação tomou forma entre os anos 1960 e 1970 e Naviraí tornou-se um atrativo para todas as pessoas que se estabeleciam trabalhando nas matas ou lavouras e também comerciantes que viem oportunidade de montar um negócio baseando-se na grande quantidade de matérias-primas e falta de produtos finais, especialmente para venda.
O processo acelerado de urbanização contribuiu para o surgimento de inúmeras oportunidades de trabalho, atraindo migrantes de diversas regiões do Brasil, especialmente dos vizinhos estados do Paraná e São Paulo, proporcionando enriquecimento para alguns e sobrevivência para outros. A atividade comercial logo se mostrou próspera no primeiro ciclo de desenvolvimento, uma vez que a atividade agrícola e a extração de madeira eram forças motoras do crescimento da cidade e eram enviadas principalmente para os grandes centros consumidores.
Em 11 de novembro de 1963, Naviraí foi elevado à categoria de município pela Lei Estadual nº 1 944, sendo desmembrado do município de Caarapó e instalado em 16 de maio de 1965. O autor do projeto de criação de Naviraí é do deputado federal Weimar Gonçalves Torres e o primeiro administrador municipal é João Martins Cardoso. Em 29 de novembro de 1973, a lei estadual nº 3437 eleva Naviraí a categoria de Comarca, instalada em 11 de janeiro de 1975. Em 1977, o município passa a fazer parte do atual estado de Mato Grosso do Sul. Em 1983, assume o prefeito Suplício Vieira de Souza Nego, primeiro prefeito eleito democraticamente da história do município.

### Desenvolvimento e crescimento
Desenvolvimento da construção civil
Nos anos 1990, houve um aumento do desenvolvimento econômico. Isso, aliado ao aumento da construção civil, foi determinante para Naviraí viver um surto de prédios e residências de luxo situados tanto no núcleo central quando nos bairros mais afastados. Com isso, as mudanças urbanas contrastaram com os flagelos sociais e a necessidade de políticas públicas para resolver tais problemas. Se não houvesse soluções, Naviraí correria o risco de ficar estagnada. Mas houve então políticas econômicas que impediram que a cidade se perdesse economicamente. Entre esses investimentos, estão a Copasul (Cooperativa Agrícola), Coopernavi/Usinavi, agronegócio, indústria de confecções e um comércio forte e diversificado.
Nos momentos atuais, com planejamentos de longo prazo, são analisados os principais pontos sobre o planejamento para o seu futuro. Será decisivo, para a prefeitura, definir suas ações e desenvolver cada vez mais Naviraí nas próximas décadas.
Conflito fundiário
No início do século XXI, o município vive um intenso conflito fundiário entre índios guaranis-caiouás e grandes fazendeiros.

## Geografia

### Localização
O município de Naviraí está situado na região meridional do estado de Mato Grosso do Sul e sul da região Centro-Oeste do Brasil, a 57 km da divisa com o estado do Paraná. Localiza-se na latitude de 23º03’54” Sul e longitude de 54°11’26” Oeste. Até 2017, se localizava oficialmente na Mesorregião do Sudoeste de Mato Grosso do Sul e Microrregião de Iguatemi. Com a nova divisão regional do país criada pelo Instituto Brasileiro de Geografia e Estatística (IBGE) em 2017, passou a integrar a Região Geográfica Intermediária de Dourados e Região Geográfica Imediata de Naviraí-Mundo Novo.

### Geografia física

#### Formação geológica, jurássica e cretácea
O município de Naviraí possui rochas que pertencem aos grupos Bauru (de Formação Caiuá, que possui característica uniformemente litológica com espessura de até 150 metros, onde avista-se arenitos de textura muito porosa e geralmente desagregáveis), São Bento (de Formação Serra Geral, com dominação de basalto de rochas cinza-escuro e verde; possui presença de arenitos intertrapeados, com forte origens eólica e quiçá subaquosas, com evidência de frequência ao longo da faixa de domínio de basalto), período cretáceo, jurássico e aluviões atuais do período quaternário holoceno.

#### Solo
O solo é fértil e constituído de latossolo vermelho-escuro (conhecido popularmente por terra roxa) com caráter álico. Junto a importantes linhas de drenagens, são encontrados Argissolos de textura arenosa/média e, mais próximos a estas, Planossolos. São encontrados ainda, em menores proporções, o Latossolo e Alissolo e também uma parte de podzólico vermelho-escuro.

#### Relevo e altitude
A altitude média na sede do município é de 362 m. O relevo do município de Naviraí pertence à formação Caiuá, de idade cretácea superior e está assentado na Região dos Planaltos Arenítico-Basálticos Interiores com duas Unidades Geomorfológicas: Divisores das Sub-Bacias Meridionais e Vale do Paraná.
Apresenta três tipos de relevo:
- Relevo plano geralmente elaborado por várias fases de retomada erosiva.
- Relevos elaborados pela ação fluvial.
- Áreas planas resultante de acumulação fluvial sujeita a inundações periódicas.

#### Clima, temperatura e pluviosidade
O município está sob influência do clima tropical (AW) e está bem próximo da linha divisória com o trópico de capricórnio, sendo caracterizado pelo verão chuvoso e inverno seco.
O período de chuvas tem início em setembro e termina em março ou abril com maiores precipitações em dezembro e janeiro. A precipitação média anual varia entre 1 400 mm e 1 700 mm. O mês mais chuvoso é janeiro, com precipitações em torno de 220 mm.
A temperatura mínima pode baixar de zero grau e a máxima pode ultrapassar os 40 graus, sendo a temperatura média das máximas é de 28 °C, a média está em torno de 22 °C e a média das mínimas é de 12 °C.

#### Hidrografia
O município de Naviraí se situa no lado leste da Bacia do Rio Paraná, que pertence à Bacia do Rio da Prata. O Aquífero Guarani passa por baixo de Naviraí, sendo o município detentor da maior porcentagem do Aquífero dentro do território brasileiro. Rios do município:
Rio Paraná
Formado pela confluência dos rios Paranaíba (nasce em Goiás) e o Grande (cujas cabeceiras ficam na serra da Mantiqueira, em Minas Gerais), a uns 10 km a nordeste da cidade de Aparecida do Taboado; daí até o ponto extremo de Mato Grosso do Sul, faz divisa entre este Estado (município de Naviraí) e o Estado do Paraná. É o principal rio da bacia do mesmo nome.
Outros rios
- Rio Amambai: afluente pela margem direita do rio Paraná; limite entre os municípios de Iguatemi e Naviraí, Naviraí e Itaquiraí. Possui 340 km de extensão, sendo 90 km navegáveis. Bacia do rio Paraná.
- Rio Curupaí: afluente pela margem direita do rio Paraná. Bacia do rio Paraná. Faz divisa entre o município de Jateí e Naviraí.
- Rio Ivinhema: afluente pela margem direita do rio Paraná e limite entre os municípios de Taquarussu e Jateí. Bacia do rio Paraná. Com a extensão de 200 km, era totalmente navegável (hoje, só pouco mais de 100 km). É formado pela confluência dos rios Brilhante e Dourados.
- Rio Laranjaí: afluente pela margem direita do rio Ivinhema, no município de Naviraí; sua nascente é anterior a uma linha seca de limites no município de Juti. Bacia do rio Paraná.

#### Vegetação
Se localiza na região de influência do Cerrado (savana), revelando a presença de fisionomias desta região e domínio também da Mata Tropical. Sua principal característica são as árvores emergentes deciduais como: peroba, cedro, angico vermelho e canafístula.
Com o passar do tempo a ação antrópica devastou a paisagem. Hoje restam apenas resquícios.

#### Fauna
A região de Naviraí se localiza em uma floresta tropical (Mata Atlântica) sendo formada principalmente por árvores de grande porte. Nela vivem muitas espécies de animais, como onças, macacos, jaguatiricas e tucanos. É grande também a variedade de insetos e de peixes.

### Geografia política

#### Fuso horário
Está a -1 hora com relação a Brasília e -4 com relação ao Meridiano de Greenwich (Tempo Universal Coordenado).

#### Área
Ocupa uma superfície de de 3 193,839 km², que equivale a 14,47% da microrregião de Iguatemi e 1,09% do total do estado.
É, portanto, o 483º maior município do Brasil e o 37º maior município de Mato Grosso do Sul em área territorial.
Principais Unidades de Conservação
- Parque Estadual das Várzeas do Rio Ivinhema: situado na Bacia do Paraná, foi o primeiro parque criado em Mato Grosso do Sul através do decreto de lei nº 9.278 de 17 de dezembro de 1998, como medida compensatória da Usina Hidrelétrica de Porto Primavera. Localizado nos municípios de Naviraí, Taquarussu e Jateí, possui uma área de 73.300 hectares.[34]
- Parque Nacional de Ilha Grande: estende-se desde o município de Guairá até a foz do Rio Amambai no Mato Grosso do Sul e do Rio Ivai no Paraná, em áreas dos municípios de: Guairá, Altônia, São Jorge do Patrocínio, Vila Alta e Icaraíma no Paraná Mundo Novo, Eldorado, Naviraí e Itaquirai no Mato Grosso do Sul. Possui área de 78.875 ha. Foi criado pelo Decreto s/n de 30 de setembro de 1997.[34]
- Parque Natural Municipal de Naviraí: Conhecido nacionalmente por ser o Maior Parque Natural Municipal do Brasil. O Parque Natural Municipal de Naviraí é uma Unidade de Conservação de Proteção Integral, criada pelo Decreto nº 051 em 18 de março de 2009, pelo Poder Público Municipal, e possui uma área de 16.241,27 hectares, sendo o maior parque natural municipal do Brasil, segundo o SNUC - Sistema Nacional de Unidades de Conservação da Natureza do Ministério do Meio Ambiente e Mudança do Clima. Trata-se de uma região estratégica no contexto biogeográfico, que representa um dos mais importantes remanescentes das várzeas do Rio Paraná juntamente com demais Unidades de conservação do entorno. Tem como objetivo é preservar o meio ambiente, a diversidade biológica, os ecossistemas naturais, proteger belezas cênicas e espécimes em perigo e ameaçadas de extinção.

O Parque Natural de Naviraí é monitorado, fiscalizado e tem como única gestora, a Gerência de Meio Ambiente de Naviraí/MS. Sua hidrografia é representada pela Bacia Hidrográfica do Rio Paraná, sub-bacia do Rio Ivinhema, e micro-bacia do Rio Laranjaí. Destacando-se também o canal do Rio Mirim entre outros cursos d´água. O PNMN localiza-se no Bioma de Mata Atlântica, sendo a fitofisionomia mais representativa a floresta estacional semidecidual que abriga espécies animais e vegetais de ampla distribuição geográfica. Os principais ambientes são os campos inundáveis de capituva, capões, matas ciliares e mata paludosa (pindaíva). Dentre as espécies registradas destacam-se a onça-pintada, o cervo-do-pantanal, o furão, a jaritataca, entre outras. A avifauna da região é bastante diversa com representantes de passeriformes, aves aquáticas e aves de rapina. Répteis e anfíbios também são encontrados em grande diversidade, entre eles, estão jacarés, tartarugas e serpentes.

#### Subdivisões
Naviraí possui como distrito, além da sede, Porto Caiuá.

## Economia
Em 1952, aportaram, em Naviraí, as dez primeiras famílias que vieram de avião. Elas acamparam perto do então existente aeroporto (e atual presídio). Após isso, mais famílias chegaram de barco e lancha pelos rios Paraná e Amambai. No ano seguinte, foram inauguradas as primeiras indústrias de madeira na região, por causa da abundância de madeira e lenha, por vários pioneiros. Outras indústrias foram beneficiadas pela grande quantidade de madeira existente. Entre 1953 e 1956, foi iniciada a implantação dos primeiros cafezais pelo pioneiro Antônio Augusto dos Santos Virote, que logo depois acabou atingido por geada. Dezesseis anos após a emancipação do município, em 1979, empresários visionários e progressistas resolveram implantar o Sistema Pró-álcool em Naviraí. O sistema recebeu, então, o nome de Coopernavy (Cooperativa de Açúcar e Álcool), atualmente Usinav.
Naviraí se desenvolveu muito ao longo de sua existência e ofereceu a população várias oportunidades de emprego com a introdução de vários aglomerados de empresas e cooperativas de grande porte e um significativo desenvolvimento comercial e industrial com diversas lojas, farmácias, supermercados, açougues, entre outros. Atualmente é o principal centro do cone sul do estado, região rica em arrecadação de impostos do estado de Mato Grosso do Sul e cuja principal atividade econômica é a agropecuária. Com a crise no setor, no entanto, a indústria desponta como alternativa ao município e à região. Naviraí é considerada por muitos mais estratégica economicamente do que a capital do estado (Campo Grande), pois é mais próxima dos grandes centros do que a capital sul-mato-grossense (enquanto Campo Grande se localiza á quase 400 km da divisa com o estado de São Paulo, Naviraí fica próximo da divisa com os estados do Paraná e São Paulo). Há tendência de o município aproveitar a sua posição estratégica, próxima do eixo do Mercosul, para se transformar no futuro em um centro internacional de negócios.
Atualmente, Naviraí é sede de algumas corporações de renome regional e até nacional tais como Cooperativa Agrícola Sul-Matogrossense, e Erva Mate Campanário. A Associação de Comercial e Industrial de Naviraí possui mais de 400 lojas conveniadas e segundo o portal Redesim, Naviraí possui um total de quase 7.200 empresas ativas de toda natureza instaladas no município. O Produto Interno Bruto de Naviraí em 2015 a Preço de Mercado Corrente (R$ 1.353.131.680,00) é o 12° maior do Estado de Mato Grosso do Sul e está entre os 550 maiores do Brasil. Já o PIB per capita de Naviraí (R$ 26.256,56), é o 38° maior entre todos os municípios do Estado de Mato Grosso do Sul e está em 1155º lugar no país.
| Crescimento do Produto Interno Bruto (PIB) | Crescimento do Produto Interno Bruto (PIB) | Crescimento do Produto Interno Bruto (PIB) |
| Ano                                        | PIB (R$)                                   | PIB per capita (R$)                        |
| ------------------------------------------ | ------------------------------------------ | ------------------------------------------ |
| 1970                                       | 181 009 551,03                             | 7 830,15                                   |
| 1980                                       | 332 169 985,02                             | 11 628,97                                  |
| 1985                                       | 358 969 548,76                             | 12 159,80                                  |
| 1990                                       | 161 468 053,41                             | 6 725,87                                   |
| 1996                                       | 182 164 971,87                             | 5 584,27                                   |
| 2000                                       | 241 211 000,00                             | 6 511,00                                   |
| 2005                                       | 407 941 006,00                             | 10 093,55                                  |
| 2008                                       | 603 859 613,00                             | 13 470,59                                  |
| 2009                                       | 693 085 376,00                             | 15 189,29                                  |
| 2010                                       | 807 936 000,00                             | 17 429,32                                  |
| 2011                                       | 993 214 000,00                             | 21 054,27                                  |
| 2012                                       | 1 106 755 000,00                           | 23 106,01                                  |
| 2013                                       | 1 194 054 000,00                           | 23 964,00                                  |
| 2014                                       | 1 350 689 000,00                           | 26 645,01                                  |
| 2015                                       | 1 353 131 680,00                           | 26 256,56                                  |

### Potencial de consumo
O índice de potencial de consumo (IPC Maps, divulgado pela IPC Marketing Editora) mapeia o potencial de consumo dos municípios brasileiros baseado em dados divulgados por várias instituições oficiais, sendo utilizado atualmente por mais de 700 empresas. Ele forma um ranking classificando os 500 maiores municípios relativo ao poder de consumo, contemplando o perfil de consumo urbano e rural dos 5 565 municípios brasileiros. O município de Naviraí ficou com o sétimo maior share de consumo do Estado de Mato Grosso do Sul, caindo duas posições (de 494 em 2013 para 496 em 2014). Mesmo assim, seu índice subiu respectivamente de 0,02615 para 0,02623 e o município deve ter a injeção de mais 71 milhões de reais na economia, com o share de consumo passando de 785 milhões de reais para 856 milhões. O crescimento no município é de 9%.[carece de fontes?]

### Centro de zona A
Naviraí, com 50 mil habitantes e 2 relacionamentos diretos, é um centro de zona A. Nível formado por cidades de menor porte e com atuação restrita à sua área imediata; exercem funções de gestão elementares. É uma das 192 cidades no Brasil com a classificação Centro de Zona A.
A cidade exerce influência sobre os municípios de Iguatemi e Itaquiraí.

### Agropecuária
A agropecuária do município é uma das que mais despontam no Brasil. No município há um total de 339 empresas de agropecuária, segundo o Cadastro Geral de Empregados e Desempregados (CAGED).
O município de Naviraí se destaca na produção de mandioca, sendo o maior produtor estadual de mandioca, com 26 400 t. Na agricultura, atualmente, a cidade possui uma área de lavoura onde se destaca também o cultivo de abacaxi (15 000 frutos), algodão herbáceo (1 068 toneladas), café (5 t), cana-de-açúcar (956 638 t), feijão (996 t), melancia (120 t), milho (86 126 t), soja (122 148 t), sorgo (765 t) e trigo (540 t)
O mesmo acontece na pecuária, com destaque para os bovinos (240 703 cabeças), equinos (5 069 cabeças), suínos (21 769 cabeças), ovinos (4 906 cabeças) e galináceos (115 000 cabeças) segundo dados do IBGE e Secretaria do Meio Ambiente, Planejamento, Ciência e Tecnologia do Estado do Mato Grosso do Sul (SEMAC-MS). Outros ramos de pecuária importantes são a produção de leite (4 839 000 l), mel de abelhas (8 000 kg) e ovos de galinhas (396 000 dz).

### Indústria
Várias indústrias veem, em Naviraí, um campo favorável para a instalação de suas fábricas, pois o município é um grande celeiro de matéria-prima, o que significa um baixo custo de produção. Também há usinas de cana-de-açúcar instaladas, gerando emprego e renda. Segundo o Cadastro Geral de Empregados e Desempregados (Caged), do Ministério do Trabalho (Brasil), totalizam 188 estabelecimentos industriais e extrativos atuando na cidade.
Naviraí possui várias empresas e cooperativas de grande porte. Uma delas é a Cooperativa Agrícola Sul-Matogrossense, tradicional empresa cooperativada sediada no município que tem várias unidades e que produz algodão, soja, milho, fecularia e fiação. Outra empresa tradicional no município é a Erva Mate Campanário, que foi fundada em 1996 produzindo erva mate e atualmente produz outros produtos alimentícios. Na cidade, há, ainda, indústrias de açúcar e álcool (Usinavi e Dcoil), frigoríficos (Grupo JBS e FRICAP), suplementos minerais (Globalmix, Mythos e Navimix), fecularia (Fecularia Amidos Navirai e Fecularia Salto Pilão), café (Café Naviraí), coalho (Coalho Brasil, única da região Centro-Oeste), entre outras.

### Comércio
De intensa atividade comercial durante todo o ano, Naviraí recebe pessoas oriundas de todas as cidades vizinhas, tornando-se o mais importante centro de consumo da região, o que a faz ser conhecida como "Capital do Cone Sul". Naviraí possui vários centros de compras de finalidades variadas. Segundo o CAGED, totalizam 787 estabelecimentos comerciais atuando em toda a cidade, sendo 727 varejistas e 60 atacadistas. Segue abaixo as principais estabelecimentos comerciais de Naviraí:
Centros comerciais multilojas
Essa modalidade comercial é composto por centros de compras que contém estabelecimentos comerciais como lojas, lanchonetes, restaurantes, salas de cinema e caracterizado pelo seu fechamento em relação à cidade. Vários vendedores hoje, aceitam pagamento via cartão de crédito ou débito. Os vendedores oferecem uma série de produtos, de eletrônicos a vestuário, alimentícios e outros. Em Naviraí é representado pelo Camelódromo Municipal, pelas galerias Anísia Píres e Santa Joana, entre outros. O Shopping Oriente, que no momento encontra-se em reforma, possuía uma sala de cinema que foi atingida por um incêndio em 2013 e acabou fechando as portas.
Supermercados
Supermercado é o local onde as pessoas compram variados produtos tais como alimentos e artigos variados. Pode ser chamado de retalho de autosserviço, no qual as pessoas fazem suas compras e não necessitam do auxílio de um vendedor, tendo contacto com este somente no momento de passar as compras. Porém, no atendimento nas áreas de perecíveis (talho e padaria), é necessário um funcionário qualificado. Referencialmente, o supermercado está dividido em setores denominados: recebimento, estoque, retaguarda e frente de loja, podendo oferecer das mais diversas especiarias. Os principais supermercados de Naviraí são o Atacado Naviraí, Max Supermercado, Rede Chama/Fogo Atacadista, Supermercados C Vale, Supermercado Santo Antônio, entre outros.
Lojas de conveniências
Pequeno estabelecimento comercial, muitas vezes funcionando em regime de franquia, localizada quase sempre em postos de abastecimento, representando uma forma de se criar uma receita adicional e também de atrair novos consumidores para estes lugares. Muitos dos 20 postos de combustíveis de Naviraí possuem lojas de conveniência. Normalmente, as lojas de conveniência estão abertas 24 horas sem interrupção.
Outros ramos
Além destes, há ainda os ramos de eletrodomésticos (Casas Bahia, Darom, Gazin, Romera, e Magazine Luiza), vestuário (Lojas Avenida), gastronômico (Cacau Show, Chiquinho Sorvetes, Delícias do Cerrado, e Subway) e outros.

## Turismo
O município possui vários equipamentos turísticos para satisfazer os turistas que chegam á Naviraí. Com localização estratégica, aproxima os grandes centros comerciais do Brasil e América do Sul e é importante porta de entrada dos turistas procedentes do estado, de outras regiões, do Paraguai, Argentina, Uruguai e em direção ao Pantanal. Tem um clima privilegiado e é uma das mais ricas do país em recursos hidrominerais e com a maior reserva subterrânea de água doce da América do Sul: o Aquífero Guarani. Se destacam monumentos, praças, parques e balneários e também se destaca as festas regionais entre elas as juninas. No mercado turístico, Naviraí faz parte do chamado Cone-Sul de Mato Grosso do Sul. O turismo vem ajudando a desenvolver o mercado de trabalho do município. Está em estudo o lançamento do Naviraí Convention & Visitors Bureau. Principais pontos turísticos da cidade.
- Cutia (Dasyprocta azarae) um dos animais presentes no Parque Natural Municipal do Córrego CumandaíParque Natural Municipal do Córrego Cumandaí: conhecido também como antigo bosque municipal, está distribuído em uma área de 80.009.66 m². Dentro de sua área existe um viveiro de plantas com doações gratuitas, animais silvestres e onde fica situado a sede administrativa da Gerência de Meio Ambiente da Prefeitura Municipal.[34][66]
- Parque Infantil Cantinho do Céu: com 1.232 m² de área, o parque é dotado com equipamentos infantis e de playground.[67]
- Parque Sucupira: grande parque situado na região central de Naviraí que possui área de mais de de 71 mil m². O parque possui pistas bastante arborizadas ao redor de um lago para as costumeiras caminhadas da comunidade.[18][68]
- Praça dos Pioneiros: praça situada ao sul da cidade, A praça possui bancos, tenda, e luminárias ornamentais em uma área total de 2.780m².[69][70]
- Praça Euclides Antônio Fabris: praça mais central de Naviraí, é o estopim urbano da cidade e marco zero de sua fundação.[16]
- Praça Jardim Paraíso: praça situada próximo ao Balneário Paraíso das Águas.[69]

### Turismo dos eventos
A cidade mantém as raízes culturais de seus colonizadores e as festas tradicionais da cidade, que estão incluídas no Calendário Oficial de Eventos de MS e do Brasil, com parcerias comerciais e grandes negócios. Abaixo a relação dos locais onde ocorrem eventos e apresentações localizados na cidade.
- Arena Beer: casa de shows inaugurada em fevereiro de 2016 e com 1 600 metros quadrados de área total, sendo 900 metros quadrados de área construída.[71]
- Parque de Exposições Tatsuo Suekane: um dos espaços de eventos situada na cidade, localizado na Av. Amélia Fukuda.[72]

#### Calendário de eventos
Relação de alguns eventos e apresentações da cidade de Naviraí:
- Fejunavi: festa junina do município.[73]
- Coopercountry: festa de rodeio do município.[74]
- Exponavi: a Exposição Agropecuária e Industrial de Naviraí é a feira mais tradicional do cone-sul do estado, sendo sucesso de público e negócios.[75]
- Motocycle: evento motociclístico anual do município.[76]
- Festa dos Caminhoneiros: evento direcionado aos caminhoneiros.[77]
- Navi Folia: carnaval de rua do município.[78]

### Turismo rural
Um dos destaques do turismo rural no município é o Assentamento Juncal, com oferecimento dos seus produtos hortifrutigranjeiros. Há ainda várias Unidades de Conservação instaladas no interior do município: Parque Estadual das Várzeas do Rio Ivinhema e o Parque Nacional de Ilha Grande (que conta com 18 ilhas localizadas no município). Além destes, destacam-se o Distrito de Porto Caiuá, situado às margens do Rio Paraná e com uma beleza cênica e cachoeiras exuberantes, destacando a riqueza do sítio arqueológico. Outra opção é o recurso turístico do complexo das Três Pontes, que liga o Estado de Mato Grosso do Sul ao Paraná, situado sobre o Rio Paraná.

## Demografia
Entre os anos de 1970, data do primeiro censo realizado em Naviraí pelo IBGE, e 1980, houve um crescimento total de 5 447 habitantes (23,6%), onde a população saltou de 23 117 para 28 564 habitantes e entre os anos de 1980 e 1991, o crescimento demográfico total registrado em Naviraí foi de 7,4% (adição de mais 2 106 habitantes), que foi de 28 564 para 30 670 habitantes. Já entre 1991 e 2000 foi de 19,5%, ou adição de mais 6 mil habitantes (passando de 30 670 para 36 662 habitantes). Entre 2000 e 2010, apresentou um crescimento populacional superior à média nacional brasileira registrada no mesmo período, que foi de 26,6%, e a sua população passou de 30 670 para 46 424 habitantes, sendo que, em quarenta anos (entre 1970 e 2010), a população de Naviraí teve um crescimento líquido de 100,8%. Segundo o último censo do IBGE (de 2010), do total de habitantes em Naviraí, 23 226 são do sexo masculino e 23.198 do sexo feminino representando, respectivamente, 50,03% e 49,97% da população total do município. O município de Naviraí é composto ainda por 21 391 (46,08%) habitantes naturais do município, 25 033 (53,92%) não naturais do município, 27 926 (60,15%) naturais do estado de Mato Grosso do Sul e 18 498 (39,85%) habitantes naturais de outros estados e países.
Atualmente, Naviraí é uma cidade de porte médio-pequeno e de acordo com estimativas do IBGE, a população naviraiense atingiu em 2017 53 188 habitantes e 16,66 hab/km². Desde sua criação, a população do município tem crescido de maneira progressiva. Segundo fontes, a previsão é que, com o acelerado processo de desenvolvimento da cidade, em poucos anos, Naviraí se torne a quinta cidade do estado de Mato Grosso do Sul em importância demográfica, política e econômica. Atualmente é o 7º maior município estadual em população, estando atrás de Campo Grande, Dourados, Três Lagoas, Corumbá, Ponta Porã e Sidrolândia. Na região Centro-Oeste do Brasil é o 39º município mais populoso.

### Etnia
Com relação a raças, o município de Naviraí se divide da seguinte forma:
| Cor/Raça | Percentagem |
| -------- | ----------- |
| Parda    | 50,36%      |
| Branca   | 43,66%      |
| Preta    | 4,53%       |
| Amarela  | 1,07%       |
| Indígena | 0,38%       |

Fonte: IBGE – Censo 2010

### Indicadores
Índices gerais
O Índice de Desenvolvimento Humano Municipal registrado em Naviraí é de 0,700 em 2010, o que é considerado alto pelo Programa das Nações Unidas para o Desenvolvimento (PNUD). Entre os municípios do país, Naviraí ocupa a posição 1904.
Em um período de vinte anos, o IDH-M da localidade cresceu 56,95% (acima dos 47,46% registrados no Brasil), passando de 0,446 em 1991 para 0,700 em 2010. Já entre 1991 e 2000 teve crescimento de 28,25% (de 0,446 para 0,572) e entre 2000 e 2010 foi de 22,38% (0,572 para 0,700). A área educacional foi quem mais contribuiu para este crescimento (acréscimo de 0,394), seguida pela longevidade (0,106) e renda (0,087). É notável que nesse período o hiato de desenvolvimento humano - ou seja, a distância entre o IDH do município e o limite máximo do IDH - foi reduzido em 45,85%.
| IDH-M de Naviraí | IDH-M de Naviraí | IDH-M de Naviraí | IDH-M de Naviraí | IDH-M de Naviraí |
| Ano              | IDH médio        | Pos nac          | Pos est          |                  |
| ---------------- | ---------------- | ---------------- | ---------------- | ---------------- |
| 2010             | 0,700            | 1904             | 26               |                  |
| 2000             | 0,572            | 2111             | 30               |                  |
| 1991             | 0,446            | 1675             | 27               |                  |

Já o Índice FIRJAN de Desenvolvimento Municipal (IFDM) é um indicador que tem como objetivo medir o grau de desenvolvimento municipal por meio de indicadores que mostram o grau de evolução dos municípios brasileiros. A leitura do IFDM varia entre 0 (desenvolvimento nulo) e 1 (desenvolvimento perfeito). Em Naviraí, o índice ficou em 0,7896 pontos em 2013, ficando em 541º no país e 5º lugar no estado.
| IFDM de Naviraí | IFDM de Naviraí | IFDM de Naviraí | IFDM de Naviraí | IFDM de Naviraí |
| Ano             | Geral           | Pos nac         | Pos est         |                 |
| --------------- | --------------- | --------------- | --------------- | --------------- |
| 2013            | 0,7896          | 541º            | 5º              |                 |
| 2012            | 0,7668          | 724º            | 9º              |                 |
| 2011            | 0,7634          | 684º            | 7º              |                 |
| 2010            | 0,6841          | 2039º           | 23º             |                 |
| 2009            | 0,7105          | 1310º           | 13º             |                 |
| 2008            | 0,7608          | 513º            | 3º              |                 |
| 2007            | 0,7529          | 520º            | 4º              |                 |
| 2006            | 0,6950          | 1143º           | 10º             |                 |
| 2005            | 0,6977          | 1141º           | 11º             |                 |
| 2000            | 0,5695          | 2129º           | 35º             |                 |

Indicadores de rendimento
O IDH renda de Naviraí em 2010 foi de 0,715, sendo maior portanto que os 0,646 registrados em 2000 e mais de 0,1 registrado em 1991 (0,609). Naviraí possui coeficiente de Gini de 0,47, o que coloca o município em 58º lugar entre os municípios do estado, índice superior ao 0,54 registrado em 1991 e 2000.
A renda per capita de Naviraí é considerada mediana para os padrões nacionais e cresceu 75,88% nas últimas duas décadas, passando de 354,92 reais em 1991 e 444,47 reais em 2000 para 767,88 reais em 2010. A taxa média anual de crescimento foi de 25,23% no primeiro período e 53,86% no segundo. O que coloca a cidade na 1316º posição no Brasil e na 17º posição) no estado.
Entre 2000 e 2010, o percentual dessa população que era economicamente ativa passou de 71,72% em 2000 para 71,45% em 2010. Ao mesmo tempo, sua taxa de desempregados passou de 11,60% em 2000 para 7,46% em 2010.
Em Naviraí, a incidência de pobreza era de 40,44% em 1991, 32,24% em 2000 e 16,11% em 2010. Já a extrema pobreza (medida pela proporção de pessoas com renda domiciliar per capita inferior a R$ 70,00, em reais de agosto de 2010) passou de 7,67% em 1991 para 4,10% em 2000 e para 2,29% em 2010. Em 2010, os 20% mais ricos eram responsáveis pelo acúmulo de 52,88% da renda em Naviraí. Quando esse índice sobe para 40%, já acumula 72,55% da renda. Já entre os mais pobres, os índices são de 4,74% (20% mais pobres), 13,84 (40% mais pobres), 27,45 (60% mais pobres) e 47,12% (80% mais pobres).
Já o IFDM renda em Naviraí ficou em 0,6799 em 2013, o que coloca o município em 553º lugar no país e 13º lugar no estado.
| IFDM emprego e renda de Naviraí | IFDM emprego e renda de Naviraí | IFDM emprego e renda de Naviraí | IFDM emprego e renda de Naviraí | IFDM emprego e renda de Naviraí |
| Ano                             | IFDM                            | Pos nac                         | Pos est                         |                                 |
| ------------------------------- | ------------------------------- | ------------------------------- | ------------------------------- | ------------------------------- |
| 2013                            | 0,6799                          | 553º                            | 13º                             |                                 |
| 2012                            | 0,6512                          | 812º                            | 20º                             |                                 |
| 2011                            | 0,6843                          | 589º                            | 12º                             |                                 |
| 2010                            | 0,4105                          | 2199º                           | 36º                             |                                 |
| 2009                            | 0,4893                          | 1184º                           | 18º                             |                                 |
| 2008                            | 0,6655                          | 398º                            | 3º                              |                                 |
| 2007                            | 0,6405                          | 429º                            | 4º                              |                                 |
| 2006                            | 0,5339                          | 939º                            | 13º                             |                                 |
| 2005                            | 0,5649                          | 803º                            | 10º                             |                                 |
| 2000                            | 0,3575                          | 2778º                           | 47º                             |                                 |

Coeficiente de nascimento, saúde e mortalidade
O IDH longevidade de Naviraí em 2010 foi de 0,893, sendo maior portanto que os 0,754 registrados em 2000 e quase 0,2 registrado em 1991 (0,716).
Seu índice de sobrevivência em crianças de 0 a 6 anos está em condições satisfatórias. Uma das ações importantes para a redução da mortalidade infantil é a prevenção através de imunização contra doenças infecto-contagiosas. Em 2010, 97,0% das crianças menores de 1 ano estavam com a carteira de vacinação em dia.
Das crianças de até 1 ano de idade, em 2010, 2,7% não tinham registro de nascimento em cartório. Este percentual cai para 0,6% entre as crianças até 10 anos. Segue abaixo os coeficientes de mortalidade:
- Mortalidade Geral: 5,44[43]
- Mortalidade Infantil até 1 ano: 15,2[85]
- Mortalidade Neonatal: 17,36[43]

A proporção de gestantes sem acompanhamento pré-natal, em 2010, neste município, foi de 0,8%. As gestantes com 7 ou mais consultas foram 70,2%. Em 2010, no Município, 99,9% dos nascidos vivos tiveram seus partos assistidos por profissionais qualificados de saúde.
Já o IFDM saúde em Naviraí ficou em 0,8485 em 2013, o que coloca o município em 1216º lugar no país e 22º lugar no estado.
| IFDM saúde de Naviraí | IFDM saúde de Naviraí | IFDM saúde de Naviraí | IFDM saúde de Naviraí | IFDM saúde de Naviraí |
| Ano                   | IFDM                  | Pos nac               | Pos est               |                       |
| --------------------- | --------------------- | --------------------- | --------------------- | --------------------- |
| 2013                  | 0,8485                | 1216º                 | 22º                   |                       |
| 2012                  | 0,8523                | 1014º                 | 15º                   |                       |
| 2011                  | 0,8362                | 1081º                 | 17º                   |                       |
| 2010                  | 0,8500                | 1988º                 | 35º                   |                       |
| 2009                  | 0,8527                | 1789º                 | 29º                   |                       |
| 2008                  | 0,8651                | 1374º                 | 17º                   |                       |
| 2007                  | 0,8714                | 1122º                 | 10º                   |                       |
| 2006                  | 0,8561                | 1224º                 | 13º                   |                       |
| 2005                  | 0,8248                | 1518º                 | 26º                   |                       |
| 2000                  | 0,6981                | 2215º                 | 39º                   |                       |

Educação
O IDH-M educação é considerado regular de acordo com o Programa das Nações Unidas para o Desenvolvimento. Segundo o último relatório, divulgado no ano de 2010, seu valor era de 0,597. O índice é muito maior que os 0,385 de 2000 e quase o triplo que o de 1991 (0,203).
Em Naviraí, 81,65% das crianças de 7 a 14 anos estavam cursando o ensino fundamental e entre 15 e 17 anos é de 46,44%. Já a taxa de conclusão, entre jovens de 15 a 17 anos, era de 52,49% e entre 18 e 24 anos é 39,01%.
Já o IFDM educação em Naviraí ficou em 0,8403 em 2013, o que coloca o município em 1261º lugar no país e entre os quatro melhores municípios no estado.
| IFDM educação de Naviraí | IFDM educação de Naviraí | IFDM educação de Naviraí | IFDM educação de Naviraí | IFDM educação de Naviraí |
| Ano                      | IFDM                     | Pos nac                  | Pos est                  |                          |
| ------------------------ | ------------------------ | ------------------------ | ------------------------ | ------------------------ |
| 2013                     | 0,8403                   | 1261º                    | 4º                       |                          |
| 2012                     | 0,7970                   | 1591º                    | 5º                       |                          |
| 2011                     | 0,7697                   | 1921º                    | 9º                       |                          |
| 2010                     | 0,7919                   | 1930º                    | 11º                      |                          |
| 2009                     | 0,7893                   | 1660º                    | 10º                      |                          |
| 2008                     | 0,7519                   | 1785º                    | 14º                      |                          |
| 2007                     | 0,7468                   | 1806º                    | 16º                      |                          |
| 2006                     | 0,6950                   | 2046º                    | 20º                      |                          |
| 2005                     | 0,7035                   | 1893º                    | 15º                      |                          |
| 2000                     | 0,6530                   | 1691º                    | 18º                      |                          |

### Formação da população
A formação populacional de Naviraí é formada por vultos nacionais e estrangeiros. Naviraí possui, em sua cultura, a influência de muitos estados brasileiros e países, além de outros grupos, não esquecendo os grupos de guaranis que já habitavam esta região trabalhando na extração da erva-mate do qual incorporamos vários costumes, inclusive algumas palavras e uma das versões para o nome de Naviraí. Junto com os colonos, vieram suas tradições e costumes. Dentre eles, destaca-se a tradição caipira e a gastronomia dos tropeiros (mandioca frita, arroz carreteiro e feijão gordo). Suas manifestações culturais são ricas por terem recebido contribuições de migrantes:

#### Imigração
Japoneses
Chegaram na cidade em grande número com suas famílias em 1952. Estimularam a fundação da Associação Nipo-Brasileira e também começaram a desenvolver a cotonicultura (cultivo de algodão). Destaque para Yoshio Shinozaki (vulgo Doutorzinho), que foi o primeiro médico da região em meados de 1952. Primeiras famílias: Moriyoshi Fukuda (1952), Shingu, Shinozaki, Miazaki, Funai, Fujita, Katauraima, Tadano, Kamitami e Suekane. Estes fundam a Cooperativa Copasul em dezembro de 1978.
Paraguaios
Devido a proximidade geográfica com o Paraguai, muitos paraguaios imigraram para esta região, influenciando principalmente a música (chamamé), culinária (sopa paraguaia e chipa) e o tereré, que em 2011 se tornou patrimônio imaterial do estado em que está inserido, o Mato Grosso do Sul.
Portugueses
Os portugueses começaram a chegar em Naviraí em 1970. Tiveram participação mais ativa no comércio, nas festas (folia de reis e festa de Cosme e Damião), na culinária e dança (fandango).

#### Migração
Nordeste
Os nordestinos tiveram participação ativa na construção de Naviraí. Hoje, ainda residem muitos descendentes destes migrantes. Com eles, vieram a culinária (carne-seca e baião-de-dois) e, como dança, o forró. Destaque nesse grupo aos baianos.
Sudeste
A migração do Sudeste começou com a vinda de Ariosto da Riva (considerado o último bandeirante do século), que fundou a Colonizadora Vera Cruz Mato Grosso Ltda, juntamente com paulistas em 1952. Os primeiros colonizadores, além de Ariosto, foram: Moryoshi Fukuda, Modesto Morel, Antônio Augusto dos Santos e Antônio Torres. A região também recebeu vários mineiros.
Sul
Diversas famílias se estabeleceram em Naviraí oriundas do Paraná e Rio Grande do Sul, tais como os Fabris, Pizzato e Viero. Os migrantes gaúchos influenciaram na formação do povo naviraiense através da alimentação (churrasco e chimarrão), religião (igreja luterana) e danças (xote e pau de fita), além de herança dos alemães e também italianos.

### Religião
Segundo o texto "Breve História da Catedral Nossa Senhora de Fátima" da página oficial da Catedral, relata-se que, nos primórdios de Naviraí, havia floresta densa e inacessível. Chegaram, então, os primeiros habitantes de locais distantes a essas terras, que eram habitadas pelos índios guaranis. O padre Frederico celebrou, no dia 28 de agosto de 1953, a primeira missa do local e o padre João Damasceno celebrava a missa e os terços nas casas e, além de visitar as colônias, fazia batizados e casamentos na comunidade. Em 25 de agosto de 1954, foi erguida uma capela por Sebastião Finotto e, em 11 de novembro de 1956, ocorre a vinda dos primeiros missionários. No mesmo ano, foi erguida a primeira igrejinha por José Cândido de Castro (juntamente com Uliana de marco). Dois anos depois, há a coroação de Nossa Senhora de Fátima pela Congregação Filhas de Maria. Na mesma década, foi construída a Capela Nossa Senhora Aparecida na Fazenda Santo Antônio de Castro. O primeiro pároco que chegou em definitivo foi o padre Marcelo Olivier em 1970. As famílias Sakae e Fabris foram as primeiras a residirem aqui, sendo que no dia 2 de fevereiro de 1972 participaram da fundação da paróquia Nossa Senhora de Fátima, que foi finalizada em 1978.
Atualmente, o predomínio local é da religião católica. Apesar disso, a religião evangélica cresce consistentemente, possuindo muitos adeptos e apresenta crescimento mais acentuado do que o catolicismo, especialmente na periferia. De um modo geral, são diversas as manifestações religiosas presentes no município, tendo em vista a variedade religiosa. Conforme o Censo de 2010 do IBGE, a população naviraiense é formada por grupos religiosos como cristãos (93,26%), sendo este subdivididos em católicos e ortodoxos (71,89%), evangélicos de missão (4,87%), evangélicos de origem pentecostal (11,95%), restauracionistas (0,42%) e outros cristãos (4,13%). Há ainda os reencarnacionistas (0,29%), asiáticas (0,04%), indeterminados (0,78%) e não religiosos (5,62%).

#### Cristãos
É, de longe, o maior grupo religioso presente nos naviraienses, totalizando 93,26% dos seus habitantes.

##### Católicos e ortodoxos
Naviraí está localizada no país mais católico do mundo em números absolutos. A Igreja Católica teve seu estatuto jurídico reconhecido pelo governo federal em outubro de 2009. ainda que o Brasil seja atualmente um estado oficialmente laico. A Igreja Católica reconhece como padroeiro da cidade Nossa Senhora de Fátima. O município pertence à Circunscrições eclesiásticas da Regional Oeste I (que atende Mato Grosso do Sul) e de acordo com a divisão resolvida pela Igreja Católica, o município de Naviraí pertence à Província Eclesiática de Campo Grande, mais precisamente à Diocese de Naviraí e é sede de duas paróquias. Seu atual bispo é desde a fundação, em 2011, Dom Ettore Dotti.
No município, os católicos são 71,89% dos habitantes, sendo 71,64% católicos apostólicos romanos, 0,23% católicos apostólicos brasileiros e 0,02% ortodoxos.
Templos
Em Naviraí, a igreja católica é representadas pelas templos:
- Catedral Nossa Senhora de Fátima: em 11 de novembro de 1956 chegam os primeiros missionários e também foi erguida a primeira igrejinha por José Cândido de Castro (juntamente com Uliana de Marco), que logo depois foi demolida por ser muito acanhada. O primeiro pároco que chegou em definitivo foi Padre Marcelo Olivier em 1970 e em 2 de fevereiro de 1972 participaram da fundação da paróquia Nossa Senhora de Fátima. No final de 1978, na gestão do Padre Pedro Martins (Conselho Paroquial), foram finalizadas as obras da igreja com a construção do calçamento em frente e a parte interna (forro e a aparelhagem acústica).[5][25][93] No ano de 2011, com a Criação da Diocese de Naviraí, passou a se chama Catedral Nossa Senhora de Fátima.

Outros templos
Outras igrejas presentes na cidade são a Paróquia Nossa Senhora das Graças

##### Protestantes
Embora seu desenvolvimento tenha sido sobre uma matriz social eminentemente católica, tanto devido à colonização quanto à imigração, é possível encontrar atualmente na cidade dezenas de denominações protestantes diferentes. De acordo com dados do censo de 2010 realizado pelo IBGE, a população naviraiense era composta 20,54% de protestantes.

##### Evangélicos de missão
Os evangélicos de missão totalizam 4,87% dos habitantes. Destes, 0,25% são luteranos, 2,84% são presbiterianos, 0,61% são batistas e 1,17% são adventistas.
Templos
- Igreja Evangélica Assembleia de Deus - Ministério do Belém: a Assembleia de Deus é a maior denominação protestante pentecostal do mundo, tendo sido instalada em Naviraí nos anos 60. Inicialmente, tratava-se de Congregação vinculada ao Campo de Dourados/MS, sob a presidência do Pr. Jeovah Alves. Ainda, teve como Pastores titulares Milton Batista e Nilson Costa dos Santos, sendo, atualmente, pastoreada como campo independente pelo Pr. Jovair Pereira.
- Igreja Adventista do Sétimo Dia: a Igreja abrange cerca de 205 países com treze uniões com uma conferência mundial que é a líder das regiões. E cada distrito tem um Pastor que é líder de todas as Igrejas pertencentes ao distrito. Em Naviraí, o templo da Igreja Adventista foi fundado em 24 de novembro de 2007 e é sede de uma região que vai de Novo Horizonte do Sul a Juti. Segundo o Pr Harley Burigatto, a igreja realiza trabalhos de evangelização, expressando-se livremente com pessoas de outras religiões sobre a Biblia e Deus, tendo em Naviraí um canal de televisão de nome Novo Tempo, uma forma de transmitir informações da Igreja.[5][95]
- Igreja Luterana do Brasil: a igreja instalou-se em Naviraí nos anos 60 e o primeiro pastor residente foi Curt Albert (de origem germânica), que veio do Rio Grande do Sul anos depois em janeiro de 1971. A primeira Casa Pastoral de Naviraí foi de fato instalada em 1972. A atual foi instalada anos depois.[5]
- Congregação Batista: a Primeira Igreja Batista em Naviraí (PIB) foi instalada em 6 de dezembro de 1969 pela regional de Dourados, com a abertura dos trabalhos feita pelo Pastor Washington Antenor de Souza. No final de 1993 foi inaugurado o novo templo, bem maior que o antigo.[5][95]
- Igreja Presbiteriana Independente Central: começou na década de 60 como Congregação quando vieram pastores de outras cidades. Passou a ser juridicamente uma igreja em 29 de abril de 1973. Seu primeiro pastor residente é Duanir Martins Ferreira, que permanece até os dias atuais. De lá para cá, a igreja teve três templos.[5][95]
- Igreja Presbiteriana Renovada do Brasil: foi fundada nos anos 1980. Antes da sua fundação, foi realizada a escolha do terreno para a sua construção, que durou cerca de um ano e meio. Logo após, recebeu a casa pastoral.[5][95]

##### Evangélicos neopentecostais
Os evangélicos neopentecostais totalizam 11,95% dos habitantes locais. Destes, 3,23% da Congregação Cristã do Brasil, 0,38% da Igreja o Brasil para Cristo, 0,48% da Igreja Evangelho Quadrangular, 0,93% da Igreja Universal do Reino de Deus, 0,62% da Igreja Deus é Amor, 0,07% da Comunidade Evangélica, 3,51%	de outras evangélicas de origem pentecostal.
Templos
- Assembleia de Deus: Assembleia de Deus Ministério Madureira. Iniciou suas atividades nos anos 1980. Um dos primeiros pastores foi Ireno dos Santos. Segundo ele, quando da sua chegada a Naviraí, esta igreja era abandonada e fechada, mas ele conseguiu restaurar sete membros desta comunidade. Em 1980, o pastor mandou demolir a igreja de tábuas ainda abandonada e reconstruiu uma ainda maior. No mesmo ano, realizou o primeiro batismo.[5]
- Congregação Cristã no Brasil: a Congregação Cristã no Brasil foi fundada nos anos 1960. Segundo o Cooperador Adão de Souza, ordenado ancião no início dos anos 1980 em Naviraí, ele chegou aqui nos anos 1970 com o apoio da cooperativa onde já residiam Juliano, Adelino Perin e José Rocha.[5][95]

Outros templos
Outras igrejas evangélicas neopentecostais existentes no município são a Igreja Evangélica Pentecostal A Voz da Última Hora e a Igreja Universal do Reino de Deus.

##### Restauracionista
Representado por 0,42% dos locais. Abrange apenas as Testemunhas de Jeová.

##### Outros cristãos
Na cidade de Naviraí, existem, também, cristãos de outras denominações. Dos 4,13%, 3,72% são de outras igrejas evangélicas e 0,41% são de outras religiosidades cristãs.

#### Outras denominações
Naviraí é representada por variados outros credos, existindo também religiões de várias outras denominações. São elas:

##### Reencarnacionistas
Possui 0,29% do total local, sendo todos espíritas.
Templos
A Sociedade Espírita Allan Kardec foi fundada em Naviraí em 1979 e tem no amor, fé e caridade a sua doutrina maior. Princípios esses que norteiam a doutrina espírita.

##### Orientais ou asiáticas
Com 0,04% de pessoas, se divide entre o budismo]] (0,02%) e a Igreja Messiânica Mundial]] (0,02%).
Templos
- Igreja Messiânica Mundial: fundada em Naviraí nos anos 1990, a Messiânica funciona na residência de Cristina Tanaka. O seu objetivo principal é a construção do Paraíso Terrestre. Tem, no Joherei, o seu principal instrumento de difusão religiosa e atua em áreas distintas como arte, educação, cultura e meio ambiente.[5]
- Seicho-No-Ie: segundo a Keiko Okabaiashi, a Seicho-No-Ie iniciou as atividades em Naviraí nos anos 1980, quando foi colocada a pedra fundamental. Havia dezessete senhoras Shiorato, ou seja, Pomba Branca, que iniciaram as atividades na instituição trabalhando para conseguirem construir a sede que é a segunda regional de Dourados-MS.[5]

#### Indeterminada
Opções indeterminadas e de múltiplo pertencimento respondem por 0,78% das pessoas, sendo os mal definidos respondendo por 0,62%, 0,04% que não sabem e 0,12% sem declaração.

#### Sem religião
O grupo das pessoas sem religião responde por 5,62% dos habitantes, sendo os não religiosos 5,02%, ateus 0,58% e os agnósticos 0,02%.

### Humanismo
Entidades que prestam serviços à sociedade, principalmente às pessoas mais carentes, não possuindo a finalidade de lucro, pelo que podem ser chamadas de filantrópicas.
- Abrigo São José: o Abrigo São José foi fundado em 2005 pelo padre João Pazmus e tem como objetivo das abrigo para aqueles que estão de passagem pela cidade. O atendimento mensal é de 40 pessoas que recebem a estada e as refeições gratuitamente.
- Associação Comercial e Empresarial de Naviraí: a Associação Comercial e Empresarial de Naviraí (ACEN) foi fundada em 17 de fevereiro de 1978 e possui o objetivo de unir a classe empresarial, lutar por seus direitos e pelo desenvolvimento do município, a ACEN sempre esteve em defesa dos associados e dos empresários em geral, conjugando esforços para manter a união da classe empresarial.[96]
- Associação de Pais e Amigos dos Excepcionais (APAE): a APAE foi fundada em 6 de setembro de 1977 e se empenha em dar assistência e conforto a pessoas com variados tipos de deficiência. Vinte anos depois, em 6 de setembro de 1997 a Apae cria e mantém o Centro de Educação Especial Naviraiense (CEDEN), fundado por seis pessoas preocupadas em oferecer atendimentos aos que possuem necessidades especiais na cidade. É mantida por meio de parcerias com os governos municipal, estadual e federal, além de ajudas da sociedade.[97]
- Associação de Protetores de Criança e Adolescentes de Naviraí (APROCAN): a APROCAN foi fundada por José Corsato Barbosa em 2 de agosto de 1996 e atualmente está atendendo 20 crianças e adolescentes. A mesma depende de doações da população naviraiense. Seu lema é "Instruir o menino no caminho em que se deve andar e até quando envelhecer não se desviará dele (Livro dos Provérbios, capítulo 22, versículo 6)".
- Associação de Recuperação de Alcoólatras (ARA): o ARA foi fundado em 26 de julho de 1980 por várias pessoas na cidade, entre elas Norberto Ananias. Toda semana é realizado reuniões para recuperação de pessoas com terapia em grupo com parcerias medicas com psicólogos e psicanalistas e assistência religiosa e social.
- Associação Projeto Maranata: a Associação Projeto Maranata foi criada em 2006 e efetivada três anos depois pelo grupo Renovação Carismática de Naviraí. Desenvolve aulas de violão, bordado, artesanato, aula de idiomas (inglês, espanhol), teatro, recreação, reforço de matemática e evangelização para crianças entre 6 e 17 anos.
- Cassems: antigo Hospital Cone Sul, foi adquirido pelo sistema Cassems em 19 de abril de 2010. Atualmente o sistema Cassems tem, além do hospital, um centro médico e odontológico.
- Clube de Mães de Naviraí: o Clube de Mães de Naviraí foi fundado em 6 de março de 1974 por Vanice Ferreira Oliveira.
- CRNavi - Clube dos Reliqueiros de Naviraí: Associação de apaixonados por veículos antigos fundado em 2012 por Reginaldo Amaral.
- Guarda Mirim: o Guarda Mirim foi fundado em setembro de 1988 por um policial civil de nome Jose Ferreira Lima e o terreno foi doado pelo ex-prefeito Euclides Fabris. O maior objetivo desta entidade é instruir as crianças para ser um cidadão de bem e prepara-lo para conseguir emprego.
- Lar da Criança Amor e Fraternidade: o Lar da Criança Amor e Fraternidade foi fundado em 1979 pelo primeiro presidente (Engenio Sira Vegnar). Tem como objetivo, além de acolher e dar apoio ás crianças vitimas da violência e abuso sexual, agilizar o processo de adoção de crianças orfas. Tem área de lazer para atender 16 crianças.
- Lar Santo Antônio: o Lar Santo Antônio teve como primeiro presidente Licino Firmino da Silva em 2005 e o objetivo é abrigar idosos que não tem onde morar. Conta com a ajuda de doações para despesas pessoais. Atende atualmente 21 idosos e o terreno atual foi doado pelo ex-prefeito Euclides Antonio Fabris.
- Lions Clube Poliglota: foi fundado em 21 de abril de 1969 por um grupo seleto formado por Sakane Kamitani, Ronald de Almeida Cançado, Antonio Pires de Souza, entre outros.
- Loja Maçônica Ordem Trabalho e Progresso: foi fundada em 7 de novembro de 1970.[98]
- Loja Maçônica 28 de Outubro: foi fundada em 28 de outubro de 1978.[99]
- Ordem dos Advogados do Brasil: a OAB Seccional da cidade de Naviraí é representada pela 8ª Subseção da Ordem dos Advogados do Brasil de MS (OAB-MS). Em todo estado são 31 subseções que atendem o interior de MS.[100]
- Projeto Reviver: o Projeto Reviver foi criado em 1994 pela Igreja Presbiteriana Independente Central e tem como objetivo atender crianças e adolescentes entre 6 e 14 anos em sua sede própria. Atende um total de 50 crianças com atividades recreativas, reforço escolar e inclusão digital.
- Rede Feminina do Câncer: foi fundada em 1 de março de 2002 por 17 mulheres da sociedade local e realiza atividades como visitas a pacientes, doações de cestas básicas e remédios e também doações de passagens para várias cidades para tratamento oncológico. Também auxilia no custeio de consultas e exames médicos.
- Rotary Club Integração: chamado também de Casa da Amizade, o Rotary Club Integração foi fundado em 14 de maio de 1983. É composta por rotarianos e suas esposas e 30% dos funcionários, tendo como objetivo a paz mundial e causas humanitárias. Os Rotary Club do mundo inteiro estão engajados na campanha que tem a sigla “PEFC (Polio Erradication Fundraising Campaign)” ou seja “Campanha de Levantamento de Fundos para a Erradicação da Polio”. O lema que serve de bandeira nesse desafio é “Cumpramos o prontidão: erradiquemos a poliomielite”. Desenvolvem vários outros projetos desde 2003 como a campanha para angariar fundos para a aquisição de cadeira de rodas. Há ainda o Banco de Fraldas Geriátricas, Natal para Crianças Carentes nos Bairros e Páscoa Feliz. Também apoia o Lar Santo Antônio, Brinquedoteca no Hospital Santa Casa de Naviraí.
- Seleta Sociedade Caritativa e Humanitária: a Seleta Sociedade Caritativa e Humanitária foi fundada em 6 de agosto de 1978 por Raphael Chociai e outros membros. O terreno foi doado por Antônimo Augusto dos Santos Virote. Tem como objetivo é atender crianças carentes e oferecer cursos como corte e costura e cabeleireiro disponíveis a pessoas sem condições de pagar um curso profissionalizante.
- Sistema S: o Sistema S em Naviraí é representado pelo Confederação Nacional do Comércio (SENAC - Serviço Nacional de Aprendizagem Comercial), Sistema de Micro e Pequenas Empresas (SEBRAE - Serviço Brasileiro de Apoio às Micro e Pequenas Empresas) e Confederação Nacional da Indústria (SENAI – Serviço Nacional de Aprendizagem Industrial e SESI - Serviço Social da Indústria). Senac e Sebrae se situam em um único endereço,[101] ao passo que Senai e Sesi também.[102]

### Filhos ilustres
Segue abaixo os nomes ilustres, famosos e políticos do município:

Divina Célia Garcia
Renomada escritora que já ganhou vários prêmios
Edmar Figueira
Jogador de futebol que também possui a nacionalidade de Portugal e atua como atacante. Em 2015 disputará o campeonato Gaúcho pelo Sport Club São Paulo de Rio Grande.
Luan Chagas
Lutador de artes marciais mistas que tem um cartel de dez vitórias e uma derrota na sua carreira.
Eduardo Gasperin
Ator com atuação reconhecida no resto do Brasil
Edifrank de Almeida Balbino
Rapper, Artista e Compositor.
“na caminhada pelo certo
sigo de olho aberto
a maldade se camufla nessa selva de concreto”
Fernanda Botelho
Modelo de padrão internacional.
Kátia Lúcia Martins Talon
Modelo que representou o Estado de Mato Grosso do Sul no Miss Brasil 2010.
Vinícius Fernando Karlinke
Cantor sertanejo e membro da dupla de sertanejo universitário João Bosco & Vinícius.
Wilson Vilalba Xavier
Advogado e escritor

## Política
Em 12 de junho de 1965, a lei nº 01 cria o Código de Tributos de Naviraí. Em 8 de setembro de 1970, a lei 31/70 cria o dia do Município de Naviraí. Em 5 de abril de 1990, ocorre a aprovação da Lei Ogânica de Naviraí, que foi revisada em 24 de junho de 1996.

### Finanças
Com arrecadação de R$ 31 376 539,74 (R$ 589,92 per capita) em 2017,[carece de fontes?] a cidade de Naviraí segue a tendência das grandes capitais do país, sendo, predominantes, as receitas proveniente dos setores de comércio e serviços. Essa tendência é explicada pelo fato de esses serem os setores da economia que mais agregam valores em seus produtos. O orçamento do município é da ordem de R$ 219 721 223,05 (R$ 4 131,02 per capita) para 2018.[carece de fontes?]

### IFGF
O Índice FIRJAN de Gestão Fiscal (IFGF) é um indicador que tem, como objetivo, medir o grau de responsabilidade administrativa por meio de indicadores que mostram o grau de evolução das políticas de recursos públicos e gestão fiscal dos municípios brasileiros. A leitura do IFGF varia entre 0 (gestão ruim) e 1 (gestão perfeita) e Naviraí atingiu o índice IFGF de 0,5858 em 2016 (761º no país e 24º no estado).
| IFGF de Naviraí | IFGF de Naviraí | IFGF de Naviraí | IFGF de Naviraí    | IFGF de Naviraí | IFGF de Naviraí | IFGF de Naviraí |
| Ano             | IFGF            | Receita própria | Gastos com pessoal | Investimentos   | Liquidez        | Custo da dívida |
| --------------- | --------------- | --------------- | ------------------ | --------------- | --------------- | --------------- |
| 2016            | 0,5858          | 0,4805          | 0,4287             | 0,3129          | 1,0000          | 0,8583          |
| 2015            | 0,5980          | 0,4650          | 0,4682             | 0,3403          | 1,0000          | 0,8645          |
| 2014            | 0,6003          | 0,4207          | 0,5283             | 0,3091          | 1,0000          | 0,9217          |
| 2013            | 0,6249          | 0,5034          | 0,4434             | 0,4541          | 1,0000          | 0,8464          |
| 2012            | 0,6812          | 0,4281          | 0,5431             | 0,6730          | 1,0000          | 0,8624          |
| 2011            | 0,6915          | 0,4510          | 0,5854             | 0,6729          | 0,9959          | 0,8288          |
| 2010            | 0,6548          | 0,4547          | 0,5473             | 0,6059          | 0,9709          | 0,8094          |
| 2009            | 0,6433          | 0,4467          | 0,5751             | 0,5173          | 0,9938          | 0,7985          |
| 2008            | 0,6791          | 0,4862          | 0,5657             | 06636           | 0,9866          | 0,7621          |
| 2007            | 0,7477          | 0,4788          | 0,5355             | 0,9622          | 0,9927          | 0,7884          |
| 2006            | 0,8231          | 0,6377          | 0,6724             | 1,0000          | 1,0000          | 0,7831          |

### Símbolos oficiais
Em 3 de outubro de 1970, é criada a lei 38/70, que dispõe sobre os símbolos de Naviraí, constituídos por uma bandeira, um brasão e um hino (este de 1999):
O brasão naviraiense constitui-se de treze elementos. Ao topo, vê-se a depicção da fachada de um castelo, com suas ameias em destaque. Na parte de cima do quadrado abaixo, estão representados dois desenhos de berrantes, que simboliza a pujança da pecuária local. No rodapé do quadrado, há dois desenhos de arados, que simboliza a pujança da agricultura. No meio do quadrado, há um mastro preto com uma planta cinza enrolada, o que simboliza a terra fértil da região. Do lado esquerdo, há um pé de algodão e, do lado direito, encontra-se um pé de frutas vermelhas. Abaixo deles, há sete toras redondas de cor verde escura e amarela, sendo uma do lado da outra em formato circular. Nas laterais das toras enfileiradas, por sua vez, encontram-se dois serrotes, um em cada ponta, que simboliza a instalação das primeiras serrarias locais. Por fim, a fita em cor vermelha na parte inferior na figura aponta para a data de emancipação de Naviraí com o lema escrito em letras menores abaixo do nome do município: Ordem, Trabalho, Progresso.
A bandeira naviraiense é o brasão da cidade inserido em um losango branco que, por sua vez, encontra-se sobre a intersecção de duas listras perpendiculares nas cores branco e vermelho sobre um fundo retangular verde.
O Hino de Naviraí é lançado em 1999.

### Poderes
Assim como no resto do Brasil, o poder público naviraiense é representado pelos 3 poderes oficiais: Legislativo (composto por vereadores), Executivo (composto por prefeito, vice-prefeito e secretários municipais) e Judiciário (composto por juízes, advogados e promotores). Para o prefeito]] criar alguma lei, é preciso a aprovação do Poder Legislativo, sendo este composto pela Câmara dos Vereadores de Naviraí. A gestão do prefeito torna-se mais fácil quando recebe apoio dos vereadores locais. Há, ainda, o poder judiciário, que fiscaliza ambos.

#### Legislativo
Com sede própria desde 2004 (depois de 5 anos de construção), o prédio da Câmara de Naviraí se situa na Avenida Bataguassu, fazendo fundos com a Rua Raphael Guedes Chociai Junior e lateral com a Avenida Dourados. O prédio tem 1 182 metros quadrados de área construída, sendo um dos mais arrojados do Estado. A Câmara de Vereadores é o órgão legislativo da administração do município, configurando-se como a assembleia de representantes dos cidadãos ali residentes.
Para 2025-2028, a Câmara Municipal de Naviraí é composta por 15 vereadores distribuídos entre os seguintes partidos: MDB,PSDB,PL, PT, PSD, PP, REPUBLICANOS, UNIÃO BRASIL e PODEMOS, sendo alguns deles originários de outros municípios e estados.
| Vereadores de Naviraí (2025 - 2028) | Vereadores de Naviraí (2025 - 2028)               |
| Partido                             | Vereadores                                        |
| ----------------------------------- | ------------------------------------------------- |
| PODEMOS                             | Salia Regina de Souza Nonato (Sara Castelão)      |
| PP                                  | Márcio André Scarlassara (Márcio Araguaia)        |
| PP                                  | Rosangela Farias Sofa (Rosangela da Refrigeração) |
| PT                                  | Eli José Rodrigues (Eli Construtor)               |
| PSD                                 | Giovana Silvério (Giovana Filha do Zecão)         |
| MDB                                 | Regivan Moraes da Silva (Regivan)                 |
| MDB                                 | André Ricardo Biscaro (Ricck Eventos)             |
| PSDB                                | Mario Francisco Nelvo (Mario do Gesso)            |
| PSDB                                | Brendo Caique Barbosa dos Santos (Brendo)         |
| PSDB                                | Ederson Dutra (Neninha)                           |
| PL                                  | Daniel Moretto Cardozo Siqueira (Daniel Moretto)  |
| PL                                  | Bruno Fernando Ferreira Liuti (Bruno Liuti)       |
| REPUBLICANOS                        | Josias de Carvalho (Josias)                       |
| UNIÃO                               | Murilo Peres de Matos (Murilo Matos)              |
| UNIÃO                               | Liliane Patricia Dias Capuci (Patricia Capuci)    |

#### Executivo
O prédio da prefeitura possui sede própria situada na Praça Euclides Antônio Fabris, bem no epicentro de Naviraí, sendo um dos prédios mais arrojados do Estado.
Ao longo de mais de 50 anos de administração, a cidade de Naviraí teve 11 administradores que dividiram um total de 16 gestões a partir de 1965. O prefeito atual é José Izauri de Macedo (Dr. Izauri), eleito em 2016 pelo Democratas para um mandato de quatro anos na prefeitura. Segue abaixo a listagem cronológica de gestões e prefeitos de Naviraí:
| Mandato                                                                                     | Prefeito                                 | Partido                                  |
| Indicação política (pelo regime militar)                                                    | Indicação política (pelo regime militar) | Indicação política (pelo regime militar) |
| ------------------------------------------------------------------------------------------- | ---------------------------------------- | ---------------------------------------- |
| 16 de maio de 1965 a 30 de janeiro de 1967                                                  | João Martins Cardoso                     | Indicado                                 |
| 31 de janeiro de 1967 a 30 de janeiro de 1970                                               | Antônio Augusto dos Anjos                | Indicado                                 |
| 31 de janeiro de 1970 a 30 de janeiro de 1973                                               | João Martins Cardoso                     | Indicado                                 |
| 31 de janeiro de 1973 a 31 de janeiro de 1977                                               | Antônio Augusto dos Anjos                | Indicado                                 |
| 1 de fevereiro de 1977 a 31 de janeiro de 1983                                              | Ronald de Almeida Cançado                | Indicado                                 |
| Eleitos por voto direto                                                                     |                                          |                                          |
| 1 de janeiro de 1983 a 17 de agosto de 1988                                                 | Simplicio Vieiro de Souza Nego           | PMDB                                     |
| 18 de agosto de 1988 a 31 de dezembro de 1988                                               | José Walter de Andrade Pinto             | PDT                                      |
| 1 de janeiro de 1989 a 31 de dezembro de 1992                                               | Onevan José de Matos                     | PMDB                                     |
| 31 de dezembro de 1992 a 24 de novembro de 1994                                             | João Nelsi Lukenczuk                     | PTB                                      |
| 24 de novembro de 1994 a 31 de dezembro de 1996                                             | Ronald de Almeida Cançado                | PRN/PSDB                                 |
| 31 de dezembro de 1996 a 1 de janeiro de 2001 1 de janeiro de 2001 á 1 de agosto de 2004    | Euclides Antônio Fabris                  | PFL (a. DEM)                             |
| 1 de agosto de 2004 a 31 de dezembro de 2004                                                | Alfredo Hilário Pizzatto                 | PFL (a. DEM)                             |
| 1 de janeiro de 2005 a 31 de dezembro de 2008 1 de janeiro de 2009 a 31 de dezembro de 2012 | Zelmo de Brida                           | PL (a. PR)                               |
| 1 de janeiro de 2013 a 31 de dezembro de 2016                                               | Leandro Peres de Matos                   | PV/PSD                                   |
| 1 de janeiro de 2017 a 31 de dezembro de 2020                                               | José Izauri de Macedo                    | DEM                                      |
| 1 de janeiro de 2021 a 31 de dezembro de 2024                                               | Rhaiza Matos                             | PSDB                                     |
| 1 de janeiro de 2025 a 31 de dezembro de 2028                                               | Rodrigo Sacuno                           | PL                                       |

#### Judiciário
Atualmente, o poder judiciário ou judicial é um dos três poderes do Estado moderno na divisão preconizada por Montesquieu em sua teoria da separação dos poderes. É exercido pelos juízes e possui a capacidade e a prerrogativa de julgar, de acordo com as regras constitucionais e leis criadas pelo poder legislativo. A função do Judiciário é garantir e defender os direitos individuais, ou seja, promover a justiça, resolvendo todos os conflitos que possam surgir na vida em sociedade. Cabe, a ele, interpretar leis elaboradas pelo Legislativo e promulgadas pelo Executivo. Ele deve aplicá-las em diferentes situações e julgar aqueles cidadãos que, por diversos motivos, não as cumprem.

##### Justiça Eleitoral
| Locais de votação | Locais de votação | Locais de votação |
| Zonas             | Seções            | Locais            |
| ----------------- | ----------------- | ----------------- |
| 2ª                | 15                | 106               |

A Justiça Eleitoral em Naviraí é representado pela 2ª Zona Eleitoral, distribuída em 15 locais e 106 seções eleitorais, e vinculado ao Tribunal Regional Eleitoral de Mato Grosso do Sul, situado em Campo Grande (MS). Conforme informações do Tribunal Regional Eleitoral de Mato Grosso do Sul, o Município de Naviraí conta com um dos maiores colégios eleitorais do estado de Mato Grosso do Sul. Seu eleitorado total é de 38.326 pessoas (1,88% do total do estado), sendo 18.263 homens e 20.063 mulheres.

##### Tribunal de Justiça
A Comarca de Naviraí foi criada em 29 de novembro de 1973, dez anos após a criação do município. As bênçãos de suas instalações foram proferidas pelo então bispo de Dourados dom Teobaldo Leitz (Ordem Franciscana Menor). Foi instalada em 11 de janeiro de 1975, no prédio destinado ao fórum da comarca na Praça Filinto Muller. O primeiro magistrado foi Frederico Galembock, empossado em 17 de fevereiro de 1975 às 14 horas. A partir de 1979, a comarca de Naviraí passa a ser vinculada ao Tribunal de Justiça do Estado de Mato Grosso do Sul, com sede em Campo Grande (MS). Com o passar do tempo, a estrutura começou a ficar obsoleta e não comportava mais o arquivo, o qual estava sendo improvisado até mesmo nos próprios cartórios. Com a entrega do novo prédio inaugurado em 15 de Janeiro de 2009 e construído no período de 14 meses. Assim, os órgãos judiciais de Naviraí passam a ser as três Varas da Justiça Estadual (1ª e 2ª Varas Cíveis e Vara Criminal e da Infância e Juventude). A partir daí o município ganha não apenas uma estrutura de salas e gabinetes novos e mais espaçosos, mas um arquivo anexo que irá solucionar a questão. Também com tribunal do júri, salas para julgamento, cartórios, audiências, estagiários, copa, juizado, conciliação, banheiros públicos e privativos, apoio a promotoria e defensoria. Dessa forma, ganham os juízes, servidores e a população em geral que contará com um espaço da justiça capaz de bem recebê-los e, por conseguinte, melhorar a própria prestação jurisdicional.

##### Outras representações
Tribunal Regional do Trabalho
Em 2003, é instalada a Vara do Trabalho de Naviraí, vinculada ao Tribunal Regional do Trabalho da 24ª Região, localizado em Campo Grande (MS).
Tribunal Regional Federal
Em 2005, a cidade ganha uma moderna Vara da Justiça Federal, vinculada ao Tribunal Regional Federal da 3ª Região, sediado em São Paulo (SP).

##### Independentes
Outros órgãos, que não pertencem ao Poder Judiciário mas que desempenham funções essenciais à prestação de serviços jurisdicionais, com representação em Naviraí, são o Ministério Público Estadual de Mato Grosso do Sul, a Defensoria Pública Estadual (para aqueles que não podem pagar um advogado) e a Subseção de Naviraí da Ordem dos Advogados do Brasil, a OAB.

## Urbanização
A partir de 1955, Naviraí sofre um impulso desenvolvimentista graças à construção de estradas que ligaram o município a Dourados e à Sul do Brasil, sendo atualmente o maior e mais desenvolvido centro urbano do cone sul do estado de Mato Grosso do Sul. Urbanisticamente, 42 855 moram em zona urbana e 3 569 na zona rural (92,31% e 7,69% respectivamente). A média brasileira de pessoas que vivem em centros urbanos é de 84,4%, sendo inferior ao registrado em Naviraí.

### Traçado urbano
Com área urbana total de 7,38 km², segundo a Embrapa Monitoramento por Satélite, em Mato Grosso do Sul ocupa o 10º lugar entre todos os municípios estaduais e no país ocupa o 430º lugar. Naviraí possui um traçado urbano plano com formato radial e vias de circulação amplas e largas que se dirigem do centro para a periferia. Esse traçado, em forma de teia de aranha, indica o bem sucedido modelo de planejamento que faz Naviraí ter o melhor traçado urbano de todo o Mato Grosso do Sul e um dos melhores do Brasil.

### Indicadores
Moradias
O número de imóveis em Naviraí totaliza 16.441 residências (sendo 16.406 particulares e 35 públicos), segundo dados do censo do IBGE de 2010. A proporção de domicílios, em 2010, com acesso ao direito de propriedade (própria ou alugada) atinge 87,9%, estando em 649ª posição no Brasil e 8ª posição em Mato Grosso do Sul. Como Naviraí é um centro urbano recente (cerca de 50 anos de existência), a maioria das moradias são de construções recentes ou até novas.
| Domicílios de Naviraí                | Domicílios de Naviraí |
| ------------------------------------ | --------------------- |
| Total de domicílios                  | 16 441 domicílios     |
| Domicílios particulares              | 16 406 domicílios     |
| Domicílios coletivos                 | 35 domicílios         |
| Domicílios por rendimento per capita |                       |
| Mais de 5 salários                   | 2,87 %                |
| De 2 a 5 salários                    | 11,16 %               |
| De 1 a 2 salários                    | 26,66 %               |
| De 0,5 a 1 salário                   | 35,73 %               |
| De 0,25 a 0,5 salários               | 17,42 %               |
| Até 0,25 salários ou sem rendimento  | 6,17 %                |
| Distribuição de classes sociais      |                       |
| Classe A                             | 2,87 %                |
| Classe B                             | 11,16 %               |
| Classe C                             | 62,39 %               |
| Classe D                             | 17,42 %               |
| Classe E                             | 6,17 %                |
|                                      |                       |
| Classe alta (A - B)                  | 14,03 %               |
| Classe média (C - D)                 | 79,81 %               |
| Classe consumidora (A - B - C - D)   | 93,84 %               |
| Classe periférica (E)                | 6,17 %                |

Energia Elétrica
Em Naviraí, 99,4% tinham energia elétrica distribuída pela companhia responsável (Enersul, privada) para uso exclusivo. O sistema elétrico que atende Naviraí e região é gerenciado pela Eletrosul e encontra-se incorporado ao Sistema Interligado Sul/Sudeste/Centro-Oeste do país, o que representa sua elevada importância e seu significativo grau de confiabilidade. Apesar de haver necessidades de ampliação da rede elétrica para residências e indústrias, nos últimos anos essas deficiências diminuíram.
Com relação ao consumo de energia elétrica em Naviraí, na cidade há 16 669 consumidores que consomem 99 150 megawatt-hora por ano. Desse total, 14 290 (24 993 Mwh/ano) são consumidores residenciais, 133 (45 006 Mwh/ano) consumidores industriais e industriais livres, 1 304 (14 159 Mwh/ano) consumidores comerciais, 751 (6 206 Mwh/ano) consumidores rurais, 154 (4 583 Mwh/ano) do poder e serviço público, 36 (4 138 Mwh/ano) da iluminação pública e 1 (65 Mwh/ano) consumidor de finalidade própria
Recursos hídricos
Com relação aos recursos hídricos, o abastecimento em Naviraí é considerado bastante satisfatório pela população. A captação de água para Naviraí é proveniente do Rio Paraná, uma vez que o referido rio ainda mantém boa qualidade ambiental. Já o abastecimento de água potável no geral é razoável e atingiu, em 2010, 92,5% dos domicílios, índice considerado elevado.
Com relação ao saneamento, 25,8% possuíam formas de esgotamento sanitário consideradas adequadas. Recentemente, Naviraí recebeu investimentos da ordem de 4,5 milhões de reais para a ampliação da rede de esgoto. Os recursos são provenientes do Programa de Aceleração do Crescimento 2, da Fundação Nacional de Saúde (PAC2/Funasa) e foram garantidos através de luta do deputado federal Geraldo Resende (PMDB-MS) e do prefeito Zelmo de Brida. A projeção é elevar o índice de saneamento a 60% em poucos anos.
Em números absolutos, a rede geral soma 13 582 unidades, poços ou nascentes somam 936 unidades e outras formas somam 172 unidades. Com relação à existência de sanitários, 14 645 domicílios eram com sanitários e 45 unidades não tinham sanitários, sendo que a extensão da rede soma 41 416,25 m com número de economias totalizando 2 193. No saneamento, possui 188 423,45 m de extensão de rede, sendo 15 010 ligações reais e 14 666 economias reais com volume produzido de 3 009 662 m3, volume consumido de 2 288 023 m3 e volume faturado de 2 536 578 m3.
Coleta de lixo e reciclagem
O serviço de coleta de lixo em Naviraí é considerado satisfatório. Em 2010, 93,8% ou 13 785 unidades dos domicílios particulares permanentes contavam com o serviço de coleta de resíduos e as outras 905 unidades (6,2%) tinha outros destinos. A partir da terceirização da coleta, o trabalho melhorou em regularidade e principalmente no alcance de regiões mais distantes do centro da cidade como por exemplo na Vila Industrial e Porto Caiuá. No caso da Vila Industrial, próximo à Usinav (a 7 km do centro da cidade), pode-se perceber o bom resultado do serviço de coleta de lixo no local. Moradores do bairro que fica a margem do rio Amambai disseram estar satisfeitos com o serviço oferecido principalmente após a terceirização.

### Infraestrutura de serviços
Naviraí possui cerca de 50 mil habitantes, sendo um importante centro regional do Cone-Sul do estado que conta com razoável infra-estrutura para atender a população. Segundo o CAGED, há no município um total de 783 empresas que prestam serviços variados: transporte rodoviário e urbano, escolas, bancos, hotéis, motéis, entre outros.

#### Ensino
Ao longo dos anos, Naviraí teve grandes mestres que seguiram, entre outros, os fundamentos de Comenius, pensador tcheco, que é considerado o primeiro grande nome da moderna história da educação e é considerado o fundador da didática moderna. O mesmo defendia que a escola devia trabalhar junto á família para a formação de um cidadão capaz de elaborar raciocínio lógico e científico. Em abril de 1952, data de fundação de Naviraí, chegaram as primeiras famílias que trouxeram seus filhos, muitos em idade escolar e com isso havia a necessidade de um local para os estudos. Foi assim que foram inauguradas as primeiras salas de aula visando a oferecer, aos alunos dos pioneiros, uma educação básica com qualidade.
Atualmente, os centros de ensinos da região estão cada vez mais solidificando uma cidade com mão de obra cada vez mais capacitada, com seguidos investimentos em ensino, tecnologia e ciência.

##### Fundamental
Naviraí possui várias escolas de ensino infantil, fundamental e médio à disposição da população, entre públicas e privadas. Existem, no total, 22 escolas no município, sendo 21 na cidade e uma na zona rural. Do total de salas de aula (259), 255 se localizam em zona urbana e quatro na zona rural. Em Naviraí o total de matrículas em 2010 foi de 11 540, sendo 11.449 em zona urbana e 91 na zona rural. No ensino infantil, foram 1 981 matrículas, no fundamental 7 565 e no ensino médio 1 994 matrículas. No caso dos professores, Naviraí totaliza 652 docentes, sendo 643 em zona urbana e 9 na zona rural. Desses, 98 atuam no ensino infantil, 441 no ensino fundamental e 113 no ensino médio.
No município, em 2005, o percentual de escolas do ensino fundamental com laboratórios de informática era de 78,6%, com computadores 92,9% e com acesso à internet 78,6%. Já nas escolas do Ensino Médio os mesmos índices eram todos 100,0% do total. Recentemente as escolas de Naviraí trocaram os quadro negros por lousas versáteis.
A rede pública de ensino mantida pelo poder público (prefeitura e governo do estado) possui seis escolas estaduais e 12 municipais (uma delas na zona rural). As escolas somam 82 salas estaduais e 131 salas municipais (quatro na zona rural). Houve 4 829 matrículas de estabelecimentos estaduais e 6 167 de estabelecimentos municipais. Atuam, nessa modalidade, 253 professores estaduais e 338 professores municipais.
Na rede privada de ensino não é uma rede administrada pelo poder público e sim por pessoas jurídicas, sendo representada por quatro unidades com 46 salas de aula. Houve nessa modalidade 544 matriculas e 61 professores.

##### Profissionalizante
A rede profissionalizante de ensino é um complemento da rede fundamental de ensino que forma alunos para função empregatícia e profissional.

##### Superior
Com um total de quase 3 mil alunos e mais de 120 professores divididos entre 5 universidades atuantes que já oferecem 14 cursos de graduação (incluindo um curso de engenharia) e 12 cursos superiores técnicos e tecnológicos, a cidade de Naviraí desponta como importante centro universitário de todo o estado de Mato Grosso do Sul, atraindo estudantes de várias partes do estado e até de outros estados. Entre as faculdades e universidades, encontram-se no município:
Faculdades presenciais
- Anhanguera Educacional (Anhanguera): pertencente ao Grupo Kroton Educacional, inaugurou a sua sede física em Naviraí no ano de 2015, onde possui mais de 1500 estudantes.[125] Cursos de Graduação: Administração; Arquitetura e Urbanismo; Artes Visuais - Licenciatura; Ciências Contábeis; Ciências Econômicas; Educação Física - Bacharelado; Educação Física - Licenciatura; Enfermagem; Engenharia Civil; Engenharia da Computação; Engenharia de Produção; Engenharia Elétrica; Engenharia Mecânica; Geografia - Licenciatura; História - Licenciatura; Letras - Licenciatura em Língua Portuguesa e Língua Inglesa; Matemática - Licenciatura; Nutrição; Pedagogia - Licenciatura; Serviço Social; Superior de Tecnologia em Análise e Desenvolvimento de Sistemas; Superior de Tecnologia em Design de Interiores; Superior de Tecnologia em Empreendedorismo; Superior de Tecnologia em Estética e Cosmética; Superior de Tecnologia em Gestão Ambiental; Superior de Tecnologia em Gestão Comercial; Superior de Tecnologia em Gestão da Produção Industrial; Superior de Tecnologia em Gestão de Produção Industrial; Superior de Tecnologia em Gestão de Recursos Humanos; Superior de Tecnologia em Gestão Financeira; Superior de Tecnologia em Gestão Hospitalar; Superior de Tecnologia em Gestão Pública; Superior de Tecnologia em Logística; Superior de Tecnologia em Marketing; Superior de Tecnologia em Marketing Digital; Superior de Tecnologia em Processos Gerenciais; Superior de Tecnologia em Segurança Pública; Superior de Tecnologia em Embelezamento e Imagem Pessoal[126]
- Faculdades Integradas de Naviraí (FINAV): fundada em 1987, também é filiada à Uniesp e possui 231 estudantes.[127] Cursos de Graduação: Administração; Ciências contábeis; Geografia; Letras; Pedagogia. Cursos de Pós-graduação: Agronegócios e controladoria, Psicopedagogia, Educação infantil (séries iniciais), Educação especial, Gestão ambiental, MBA (agronegócio).[128]
- Instituto Federal de Mato Grosso do Sul (IFMS): faculdade que oferece tanto cursos técnicos quanto superiores. Possuindo atualmente cerca de 400 estudantes, com a reforma passará a comportar 750.[129] Cursos de Graduação: Agronomia; Tecnologia em Análise e Desenvolvimento de Sistemas; Cursos Técnicos e qualificação profissional e Científica: inglês básico, técnico em agente de desenvolvimento cooperativista, técnico em operador de computador, técnico em programador web.[130]
- Universidade Estadual de Mato Grosso do Sul (UEMS): a Unidade Universitária de Naviraí foi fundada em 1994 possuindo atualmente 434 estudantes.[127] Conta com quatro professores do Mestrado em Recursos Naturais colaborando com a verticalização da Universidade e enriquecendo os cursos de graduação. Os projetos de pesquisa da Unidade contam com a orientação de cinco professores doutores em química. Cursos de graduação: Direito; Engenharia de alimentos; Matemática; Química; Tecnologia em alimentos. Ainda enfocando temas como: química de produtos naturais, química dos materiais, bioinorgânica, biodiesel e química ambiental.[131]
- Universidade Federal de Mato Grosso do Sul (UFMS): o câmpus de Naviraí iniciou as atividades em 2009, na escola municipal Marechal Cândido Rondon. Passou a funcionar no campus oficial que foi inaugurada em 2010 e hoje tem 262 estudantes.[127] Cursos de graduação: Arquitetura e Urbanismo; Administração; Ciências Sociais; Pedagogia. Cursos de Pós-graduação:Pós-Graduação em Ensino de Sociologia; Administração – MBA em Gestão; Pedagogia – Especialização em Educação Infantil [132]

Cursos de graduação presenciais

#### Instituíções financeiras
Em 1976, instalou-se a primeira agência bancária em Naviraí (o Banco do Brasil), abrindo as portas para os investimentos e as linhas de créditos para o empresariado local. Atualmente Naviraí possui 8 agências bancárias: Banco do Brasil, Bradesco, Caixa Econômica Federal, Itaú, HSBC, Santander Sicoob e SICREDI Essas agências somaram no total quase R$ 780 milhões de movimentação financeira em 2016 segundo o IBGE, o que dá uma movimentação per capita de 14 768,23 reais no mesmo ano.
Geralmente, os caixas eletrônicos são um complemento das agências bancárias correspondentes, sendo 3 do Banco do Brasil (Shopping Oriente, SAA Naviraí e Supermercado Chama), 1 do Bradesco (sistema Dia e Noite), 1 do Itaú, e 1 do HSBC. Não há caixas eletrônicos da Caixa Econômica Federal.
Além das modalidades financeiras citadas acima, ainda há serviços de crédito pessoal, as duas lotéricas da Caixa Econômica Federal, e o Banco Postal dos Correios, onde os dois últimos funcionam como agência bancária.

#### Segurança pública e salvamento
Corpo de Bombeiros Militar
O Corpo de Bombeiros Militar chegou a Naviraí em 29 de agosto de 2003, tendo sido provisoriamente instalado no Marcellus Hotel por aproximadamente 45 dias, sendo que apenas bombeiros atendiam a população. Em 14 de outubro de 2003, foi instalado o 6º Subgrupamento de Bombeiros dentro do quartel da PM, também de forma provisória. Em 26 de maio de 2006, instalou-se na antiga câmara municipal na Avenida Weimar Gonçalves Torres.
Com o ingresso de mulheres na corporação em 2008, foi necessário um prédio com alojamento feminino em um local provisório com reformas e adaptações. Em função disso, em 10 de março de 2009, mudaram-se para o prédio atual com plantão e em 2013 comemorou 10 anos de atividades. Atualmente, na sede do 6º Subgrupamento de Bombeiros Militar (6º SGBM), foi construída uma sala de desinfecção de equipamentos e viaturas de forma a cumprir as exigências estabelecidas pela Anvisa bem como para oferecer melhores condições de trabalho aos militares quando retornam das ocorrências em uma área de 11707 km² atendendo a Naviraí, Juti e Itaquiraí. Desde que surgiu até 2015, o Corpo de Bombeiros atendeu 10 933 ocorrências, entre incêndio, salvamentos e outros auxílios a comunidade. Já foram socorridas mais de 7 mil vidas. Outros serviços prestados por esta instituição são palestras, vistorias técnicas operacionais, orientações sobre prevenção de incêndios e acidentes de transito. Outra atribuição sua é a fiscalização do cumprimento da legislação estadual de prevenção contra incêndio e pânico, a qual todas as edificações, com exceção das unifamiliares, devem ser submetidas.
Polícia Civil
Em Naviraí, há a presença da Polícia Civil, com sua delegacias e departamento especializados. A criação delegacia de Naviraí aconteceu após a emancipação política do município, em 11 de novembro de 1963. A primeira delegacia foi instalada onde hoje se encontra no prédio do atual departamento de obras da prefeitura em frente a praça Euclides Fabris e depois transferida para a Av Campo Grande em frente á Colonizadora Naviraí. Naquela época, os delegados eram nomeados pelo governador do estado. Só no ano seguinte, os delegados começaram a ser nomeados através de concurso público com bacharel em direito. Com a divisão do Mato Grosso em 1977, começou a reestruturação dos órgãos administrativos e operacionais.
Inicialmente, parte do efetivo pessoal do Mato Grosso permaneceu entre os quadros do novo estado. Quando houve a divisão da polícia em 1983, começou a organizar-se com a aula inaugural em 12 de março de 1984. Em 2000, ocorre a instalação da Delegacia Especial de Atendimento à Mulher, considerado um marco para o município. Em 12 de agosto de 2008, foi inaugurada a atual, que se localiza na Avenida Amélia Fukuda.
Atualmente, a Polícia Civil de Naviraí é composta pela Delegacia de Polícia Civil (Delegacia Regional e 1ª DP) e a Delegacia da Mulher, sendo composta por 14 funcionários, incluindo delegado titular, delegado adjunto e delegado regional. Vários delegados já passaram pelo local desde a fundação.
Policia Militar
A Polícia Militar faz o trabalho ostensivo e repressivo no combate à criminalidade na cidade. Existem duas ramificações:
- Batalhão da Polícia Militar (12º Batalhão) de Naviraí: até 1979, existia o destacamento da PM pertencente ao 3ª Companhia Independente de Polícia Militar de Ponta Porã. Em 3 de maio do mesmo ano, foi criado o Núcleo de Companhia de Naviraí através da Portaria n 007/PM-1 e instalado no antigo prédio localizado na rua Higino Gomes Duarte, na área central de Naviraí, onde hoje encontra-se o Fórum de Naviraí. Seu primeiro comandante João Eduardo Ridel. No mesmo ano em 5 de outubro, foi aprovado o Plano de Articulação Desdobramento da PMMS. Dessa forma, o núcleo de companhia de policia militar de Naviraí ficou subordinado operacionalmente ao comando de policiamento do interior. Em 8 de julho de 2002, houve uma reestruturação operacional da PM transformando a 8ª Companhia Independente em 12ª Batalhão da PM , sendo que em 20 de fevereiro de 2003 foi aprovado o desdobramento do batalhão que passou a ser estruturado com duas cias: em Naviraí (sede) e Iguatemi. Em 29 de agosto do mesmo ano foi inaugurada a nova sede do batalhão, construída em alvenaria, localizada no jardim Progresso. A área do 12 BPM atende a sete municípios além de Naviraí.
- Batalhão Ambiental (3ª Grupamento de Polícia Militar Ambiental) de Naviraí: iniciou suas atividades em 7 de julho de 2010 tendo, como área de atuação, 7 municípios (Naviraí, Itaquiraí, Iguatemi, Amambai, Aral Moreira, Coronel Sapucaia e Juti). Está, sob sua responsabilidade de fiscalização, uma área de 13 668 metros quadrados, com os principais rios da região sul do estado (Paraná, Iguatemi e Amambai). Além disso, possui atividades de auxiliar na fiscalização do parque Estadual Várzeas do Rio Ivinhema. No dia 28 de maio de 2012, foi inaugurada a sede própria, instalada em uma área estratégica, dentro do Parque Municipal Cumandaí (Bosque de Naviraí) com acesso rápido às principais rodovias da região, contando com mais de 200 metros quadrados de área construída. O local é equipado com alojamentos amplos, refeitório, repartições administrativas, auditório e garagem, com toda a infraestrutura necessária para o melhor desenvolvimento da fiscalização e atendimento à população em geral. O trabalho da PMA visa a executar o policiamento ostensivo ambiental. Objetivando preservar a fauna e flora, os recursos florestais, as extensões d`água e mananciais, evitando-se a caça e a pesca, os desmatamentos indevidos e a poluição. Além da atividade de policiamento preventivo ostensivo, competem, à policia militar, funções sociais altamente relevantes. Impõe-se, à instituição, estender o conceito de prevenção agindo junto à comunidade em prol da ordem pública. Mais especificadamente, a polícia militar ambiental concentra-se em seu objetivo de prevenção através de atividades culturais de conscientização e educação.

Polícia Federal
Naviraí possui uma Delegacia de Polícia Federal, com infraestrutura completa e policiais especializados em trabalhos dentro da cidade. Com importância estratégica, tem jurisdição sobre oito municípios além da sede de Naviraí. Foi criada em 26 de dezembro de 1978 com publicação no Diário Oficial da União um dia depois, sendo ativada fisicamente em 17 de março de 1981 e reconhecida pela portaria de 9 de abril de 1981. Durante dez anos, funcionou em prédio rústico de madeira cedido pela prefeitura quando, em 1991, foi doado um terreno de 8 165 metros quadrados onde está a sede atual. Em 2001, foi reformada e ampliada.
Polícia Rodoviária Federal
Naviraí possui um comando regional da Polícia Rodoviária Federal inicialmente situado na região central da cidade, que foi transferido de Mundo Novo em dezembro de 2005. Em 15 de agosto de 2006 às 11 horas, o mesmo foi desativado e, no seu lugar, foi inaugurado o Posto Damião Porfírio Fortes, da PRF, situado no quilômetro 130,5 da rodovia BR-163. Tem esse nome em homenagem ao patrulheiro que faleceu em um acidente quando estava fazendo fiscalização próximo a Mundo Novo.
Penitenciária de Segurança Máxima de Naviraí
Em 29 de março de 2006, Naviraí inaugurou um Presídio de Segurança Máxima e os primeiros presos são os que promoveram a rebelião do dia das mães em maio de 2006, todos eles das comarcas de Campo Grande, Dourados, Três Lagoas e Corumbá. Foi construída para abrigar 246 presos mas comporta atualmente mais de 430. A unidade conta com um setor de saúde que faz os atendimentos emergenciais onde há um técnico de enfermagem, um enfermeiro, um médico, um dentista e auxiliar de dentista. Apenas as urgências são encaminhadas ao Hospital Municipal com escolta policial. Possui 72 celas, incluindo o setor de saúde e inclusão. Conta com um total de 30 servidores, sendo 27 da área de segurança e custódia e 3 do setor administrativo e finanças.
Na penitenciária, são realizadas anualmente as vacinas a todos os presos e servidores. As vacinas oferecidas são as de gripe, hepatite, dupla adulta e febre amarela. Integra, ainda, o Plano Operativo estadual de atenção integral de saúde prisional de Mato Grosso do Sul para manter profissionais de saúde para atender no presídio e envio de medicamentos quando necessário. A unidade conta ainda com uma horta em que dois presos trabalham com direito a remissão de pena. Na horta, são cultivadas verduras como alface, rúcula, almeirão, acelga, repolho, cebolinha, salsinha e outras que servem para a alimentação servida aos internos e aos servidores. Quando há excedente de produção, parte dela é doada ao Lar do idoso.
Guarda Municipal de Naviraí
Está, em estudo, a criação da Guarda Municipal de Naviraí para fazer a ronda pela cidade.

#### Sistema de comunicações
Em 1969, ocorre o lançamento da primeira revista de Naviraí (Revista Naviraí), que foi reeditada em 1972. Em 1974, é lançado o primeiro jornal de Naviraí e, em 1980, ocorre a instalação da Rádio Cultura de Naviraí. Atualmente, o município desponta como um importante núcleo midiático do estado de Mato Grosso do Sul.
Correios
O município conta com 2 agências de correios próprias e 1 agência de correios franqueada. Seu Código de Endereçamento Postal varia de 79.950-000 a 79.950-999
Telefonia
Sendo servida pelos prefixos 3409 e 3461, a cidade é atendida por 6 540 terminais de telefonia fixa instalados, sendo 5 876 terminais de serviços atendidos pela operadora Oi. Já na telefonia celular a cidade é atendida pelas empresas Vivo, TIM e e Claro.
Internet
O município é servido por redes de Internet em fibra ótica cabeada representada pela Oi Velox, e as redes locais Usonet e Newparce. Há previsão de, em breve, a cidade ser atendida também pelo sistema Live TIM, que está em expansão no Brasil.
Outros serviços de internet disponíveis no município são pelo sistema 3G e 4G (Claro, Oi, TIM e Vivo) e internet via rádio (InfoNavi.).
O serviço de internet em Naviraí representa um grande mercado de informações e comércio de produtos, tendo na cidade vários veículos desta modalidade. Segue abaixo:
- Televisão online: RÁDIO ATIVA NAVIRAI[155] e Portal ATIVA TV.[156]
- Notícias: Informa Naviraí,[157] Naviraí em Foco,[158] Naviraí Diário,[159] Naviraí Notícias,[160] Portal do MS,[161] Portal do Conesul[162] e Sul News.[163]
- Eventos: Festa do Dia,[164] Giro Naviraí[165] e TaNaMídia Naviraí.[166]
- Anúncios: Agenda Guia,[167] e Classificados Naviraí[168]
- Imobiliários: Cia Portal,[169] Braga Gestor Imobiliário,[170] Imobiliária Jardim das Flores[171] e São Bento Incorporadora.
- Esportes: Esportelife[172]

Mídia impressa
A mídia impressa em Naviraí é representado por vários jornais e revistas.
- Jornais: Correio do Sul,[173] Folha de Naviraí,[174] JK News[175] e Jornal independente.[176]
- Revistas: Regional em Revista[177] e Revista Despierta.[178]

Rádios
Na cidade, há três emissoras de rádio, sendo duas comerciais e uma comunitária.
- FM: Cidade 87.9 FM (comunitária),[179] Karandá 95.3 FM,[180] Cultura 105.7 FM.[181]

Televisão
Há, na cidade, as tevês abertas:
- TV MS: afiliada da RecordTV local. Em Naviraí, é transmitida pelo canal 36 digital.[182]
- SBT MS: afiliada do SBT local. Em Naviraí, é transmitida pelo canal 13 analógico.[183]
- TV Morena: afiliada Rede Globo. É transmitida pelo canal 4 analógico e 29 digital.[184]
- TV Canção Nova: canal religioso católico. Transmitido pelo canal 10 analógico e 26 digital.[185]
- TV Evangelizar: canal religioso católico. Transmitido pelo canal 23 digital.[186]

Já as tevês fechadas são representadas por:
- TV Mais: de propriedade do empresário Otávio Álvares Monteiro, é um sistema de TV por assinatura local de 16 canais que usa o sistema de transmissão digital MMDS.[187] Um deles de programação local Nah! TV (canal 44), reinaugurado em julho de 2011, que possui uma estrutura completa de estúdio de TV e programas produzidos para o entretenimento e informação da cidade.[188] O canal encerrou suas atividades em 2016.
- Claro TV[189]
- Netflix[189]
- Nossa TV[189]
- Oi TV[189]
- Sky[189]

#### Sistema de saúde e óbito
Em 1952, chega, a Naviraí, o primeiro médico, Yokio Shinozaki ou Doutorzinho, nascido no Japão. Era médico clínico geral e realizava curativos, partos, recomendava medicamentos e preparava remédios homeopáticos. Por falta de profissionais na área, prestava serviços de massagista e dentista. Atuou 25 anos e construiu o primeiro consultório de medicamentos da cidade. Em 1955, a cidade conhece seu primeiro dentista (José Rodrigues Simões).
Em 1962, chegaram à cidade, os doutores Carlos Vidoto e Francisco Carvalho. A enfermeira era a senhora Maria José da silva Cançado, que treinava outras pessoas para realizarem atendimentos. Em 12 de abril de 1969, foi inaugurada a Casa de Saúde e Maternidade Naviraí (primeiro hospital local), cujo atendimento era realizado pelos doutores Ronald de Almeida Cançado e Antonio Pires de Souza. Quatro anos depois, foi reformada e ampliada e em maio de 1988 a Casa de Saúde e Maternidade Naviraí passa a se chamar Hospital e Maternidade Santa Ana, com atendimento a consultas, internações, exames e maternidade. Em 2000 torna-se Clínica Médica Santa Ana.
Em 1973, é inaugurada o segundo centro de saúde do município, a Casa de Saúde São Lucas, com atendimento médico prestado pelo proprietário Antonio Pires de Souza e por Francisco Carvalho (desde 1999, não existe mais e no lugar está instalado o corpo de bombeiros de Naviraí). Em 1974, é inaugurado o primeiro posto de saúde de Naviraí, chamado de Posto do Varjão (atualmente Centro de Saúde de Naviraí). O atendimento era realizado pelos médicos Antônio Pires de Souza e Ronald Cançado. Em 29 de setembro de 1990, é inaugurada a então Santa Casa de Naviraí que torna-se uma instituição pública que atende exclusivamente unuários do Sistema Único de Saúde. Em 2001, já com o nome atual, oferecia atendimento de urgências e emergências 24 horas por dia. Como Naviraí é centro regional, também atende municípios circunvizinhos, totalizando cerca de 100 mil atendimentos por ano.
Atualmente, a cidade conta com vários centros de saúde entre clínicas, consultórios e laboratórios privados, dispondo de ampla diversidade e especialidades de atendimento em saúde. Há um número expressivo de estabelecimentos e profissionais que atual nessa área. Com um total de aproximadamente 80 estabelecimentos de saúde, o município de Naviraí dispõe de um total de 92 leitos. As unidades de saúde do município são:
- Hospitais: Centro Médico Santa Ana, Hospital Municipal de Naviraí, Sistema Cassems (composto pelo Centro Médico e Odontológico, onde fica a sede regional, e o Hospital Cassems).
- Centros de múltiplas especialidades: Centro de Especialidades Médicas, Centro de Especialidades Odontológicas, Centro de Imagem de Naviraí – Cin, Centro de Saúde Naviraí, Centro Integrado de Atenção à Saúde de Naviraí, Instituto da Visão, Lamper Imagem, Núcleo Hemoterápico de Naviraí, Ótica Visual, Serviços Cardiológicos Dr. José de Sá e a Unidade Básica Odontológica.
- Clínicas de alta demanda: Clinica Popular Sorridente, Clinica Pulmonar e Prevent Clinica Odontológica.
- Unidades públicas localizadas: Caps I, ESF. Ipê, Posto de Saúde do Porto Caiuá, ESF Boa Vista, ESF Doutor Carlos Vidoto, ESF Maria de Lourdes dos Santos, ESF Paraíso I, ESF Paraíso II, ESF Padre Antônio Koreman, ESF Ronan Marques, ESF São Pedro, ESF Sol Nascente, ESF Vila Nova e a Unidade de Saúde Prisional.
- Centros de fisioterapia: Fisio Corpu’s, Fisiocenter Tutida, Fisioclínica, Fisiolife, Fisiomed Fisioterapia e Oftalmologia, MP Fisioterapia e Ortofisio.
- Laboratórios: Labcenter Laboratório de Analises Clínicas, Labnav Laboratório de Análises Clínicas de Naviraí, Laboratório Carlos Chagas, Laboratório Costa Rosa, Laboratório de Analises Clinicas São José, Laboratório de Protese Dentária J N, Laboratório de Protese Dentária Nogueira, Laboratório de Proteses São Judas Tadeu, Laboratório Municipal de Naviraí, Laboratório Navilabor, Laboratório Preventivo.
- Farmácias: públicas (Farmácia Municipal De Naviraí e Farmácia II) e privadas, além do Samu.

Para despacho dos mortos, há o Cemitério Municipal. Não há crematórios em perímetro urbano naviraiense.

#### Transporte
O município de Naviraí é o corredor de passagem de turistas, viajantes comerciais, ônibus e caminhoneiros para outros municípios, estados, países do Mercosul e os oriundos do sul com destino para a Região do Pantanal e até para a Amazônia. Está situada no Sudoeste do Mato Grosso do Sul, em ponto estratégico, sendo o mais privilegiado do Estado, com acesso às principais regiões do País.

##### Terrestre
Interurbano
Rodoviário
Com a estrada Naviraí-Paraná já existente, em 1962 é concretizada a primeira linha de ônibus regular feita pela empresa Nossa Senhora de Fátima, que fez a ligação Naviraí-Umuarama. Em 1972 é iniciada a primeira viagem para o então Território Federal de Rondônia (trajeto que atendeu Naviraí), fazendo da Empresa União Cascavel a primeira (e até então única) a atender uma linha regular de transporte rodoviário de passageiros ligando o Sul ao Norte do país. Com o passar dos anos, mais empresas passaram a atender o trecho da região de Naviraí, como Ouro e Prata e Unesul.
Rodovias
Com quatro rodovias de ligação ao município, a malha rodoviária de Naviraí é totalmente pavimentada e em ótimas condições de trafegabilidade. As rodovias que atendem o município são 4, listadas abaixo:
- BR-163: federal, é o principal corredor rodoviário do município. No estado faz a ligação de Naviraí às cidades de Mundo Novo, Dourados, Rio Brilhante, Campo Grande e Coxim. Também dá acesso ao Mato Grosso, Pará e ao Sul do Brasil (Paraná, Santa Catarina e Rio Grande do Sul). É através dessa rodovia que se acessa também a algumas rodovias: BR-364 (que dá acesso á Rondônia, Acre e Amazonas), BR-060 (acesso á Goiás e Brasília), BR-262 (acesso á Corumbá e Três Lagoas) e BR-267 (acesso á Porto Murtinho, Bonito e Bataguassu).[195] Desde 11 de abril de 2014 o trecho de MS da BR-163 é administrada pela CCR-MSVia, que prevê a duplicação de mais de 850 km dentro de MS em cinco anos, o que beneficiaria muito a cidade de Naviraí, que prevê um forte crescimento econômico local.[21]
- BR-487: rodovia federal que dá acesso ao estado do Paraná ligando-se às cidades de Umuarama, Cianorte e Maringá.[196]
- MS-141: chamada na cidade de avenida Amélia Fukuda e avenida Campo Grande, interliga o município às cidades de Itaquiraí, Ivinhema, Nova Andradina, Três Lagoas e Paranaíba. Também é portão de entrada para o Sudeste (São Paulo, via Presidente Prudente, daí o corredor para cidades do interior paulista como São José do Rio Preto, Lins, Ribeirão Preto, Ourinhos e para o Triângulo Mineiro). Há projeto para recapear essa rodovia.[197]
- MS-145: rodovia estadual que interliga Naviraí às cidades de Deodápolis e Glória de Dourados.[198]
- MS-489: rodovia estadual que interliga a sede municipal ao distrito de Porto Caiuá.[199]

Transporte de passageiros

O Terminal Rodoviário de Naviraí (conhecido também por Alternav) foi inaugurado em 2003 e está dotado de 8 plataformas para embarques e desembarques. O terminal possui uma grande movimentação de passageiros para outras localidades, principalmente em datas festivas e faz a ligação da cidade com outras cidades do estado e também com o resto do Brasil. Com investimento de R$ 240 mil, é considerado um dos melhores, mais organizados e funcionais terminais rodoviários de todo o Mato Grosso do Sul.
Ferroviário
Existe a possibilidade de implantação de uma ferrovia que vai ligar Dourados a Cascavel (Paraná) e que deve ser iniciada a sua construção em breve. Essa ferrovia irá atender Naviraí.
Urbano
Por não possuir transporte coletivo por ônibus, a maioria das pessoas usam os mototaxistas e também os taxistas para se locomoverem.
- Mototáxi: essa modalidade de transporte faz um estrondoso sucesso na cidade, sendo muito requisitado pela população. São 56 mototaxis atuando em toda a cidade.[206]
- Táxi: com um ponto de táxi, trata-se de uma opção de transporte mais exclusiva disponível á população, pois possui um preço mais elevado. Em Naviraí são 40 táxis divididos em pelo menos quatro pontos de táxi.[206]

Individual
| Frota municipal          | Frota municipal           |
| Definição                | Unidades (Detran-MS 2016) |
| ------------------------ | ------------------------- |
| Automóveis               | 12 435                    |
| Motocicletas e motonetas | 10 414                    |
| Outros veículos          | 5 852                     |
| Frota total do município | 28 701                    |

O sistema individual de transporte de Naviraí é uma opção de meio de transporte privado, pois atende apenas poucas pessoas, sendo caracterizado por veículos pequenos, como por exemplo automóveis. Segundo o Departamento Nacional de Trânsito (Denatran),[carece de fontes?] em 2016 trafegavam um frota total de cerca de 28,7 mil veículos nas avenidas naviraienses (7º lugar no estado e 483º no Brasil), sendo 12,4 mil automóveis (7º lugar no estado e 533º no país) e 10,4 mil motocicletas/motonetas. A cidade de Naviraí totaliza mais de 50 mil habitantes, o que dá uma proporção de cerca de 2 habitantes por veículo. A frota local cresceu cerca de 200% a partir de 2000 e assim como em todo o Brasil, o acesso fácil à aquisição de veículos é apontado como um fator que gerou o crescimento da frota em poucos anos, pois comprar um carro ou uma moto atualmente é muito fácil.[carece de fontes?]

##### Aéreo
O município de Naviraí possui um aeroporto que está sendo reformado e reestruturado para receber voos regionais. Com pista de 1400 m de extensão e está sendo preparado para operar. Vai possuir iluminação para pousos noturnos para receber aeronaves de pequeno porte. Além da pista, que passará a medir 1650 metros de extensão, o terminal de passageiros também está passando por reformas para ser renovado. O aeroporto também é um dos 9 de MS que receberá investimentos do governo federal.

## Cultura
A cidade de Naviraí é considerada o centro cultural mais adiantado do Cone Sul do estado de Mato Grosso do Sul, possuindo vários equipamentos turísticos para satisfazer os turistas que chegam à Naviraí.

### Cultura popular
Basicamente, a cultura naviraiense é vinculada aos migrantes e imigrantes que aportaram na cidade em diversas ápocas. Do Brasil, destacamos a cultura paranaense, gaúcha, catarinense, paulista e mineira. Do exterior, destacamos a cultura japonesa, árabe e de países vizinhos como a paraguaia. Ainda partilha a cultura do estado em que está inserido (o Mato Grosso do Sul).
Em Naviraí o artesanato apresenta detalhes em tela e escultura típicas da região. Também é possível encontrar peças como crochê, macramé, tricô, peças em alumínio, madeira, entre outras. Um local de destaque para compra de produtos artesanais é o Mercado Municipal, inaugurado em setembro de 2015. Há também a Feira de Artesanato do município.
Na cidade, há, também, vários artistas plásticos, sendo os principais Antônia Batista Carvalho, Aparecida A de Moraes, Auri Alberto Borsatto, Clemência da Luz Verissimo, Elisabeth Cardoso dos Santos, Flávia Dias da Silva Barbosa, Iria Siebel, Jucelino Antônio do Nascimento, Laercio Lemos, Loreci Gomes de Moraes Schmidt, Margarida, Maria Inês Reis e Marlene dos Santos Souza.

#### Gastronomia
Com uma cultura diversificada, a culinária da região recebe influência dos diferentes povos que aqui se encontram.
Culinária
Por estar próximo do Rio Paraná e do Pantanal, em Naviraí houve influência desses locais na culinária e também se consomem peixes tais como dourados, pintados e jaús.
Um dos pratos mais tradicionais da cidade é o churrasco, tais como a lingüiça de Maracaju. Também tem forte influência indígena, com pratos a base de mandioca. Naviraí é o maior produtor de mandioca de Mato Grosso do Sul.
Outros pratos consumidos são o arroz carreteiro e a comida oriental. Há também a chipa, de origem paraguaia.
Bebidas
Assim como no resto do estado, a bebida mais comum na cidade é o tereré, que é feito com infusão de erva-mate e água gelada. Existem regras bem definidas numa roda de tereré e que devem ser respeitadas. A bebida é consumida especialmente no fim de semana acompanhada de música regional (geralmente sertanejo ou moda de viola). É servido numa guampa feita com chifre de boi, de plástico ou madeira com uma bomba dentro. É facilmente preparado e consumido nos encontros entre a comunidade e também por familiares.
Outra bebida consumida é o chimarrão, também à base de erva-mate, porém quente. Este é servido num porongo de madeira. Há ainda o chá de amendoim, feito com leite ou água.

#### Músicas típicas
Instrumentos
- Acordeão: largamente usado na música sertaneja local, o som do acordeão é criado quando o ar que está no fole passa por entre duas palhetas (localizadas no chamado castelo, dentro do fole), que vibram mais grave ou agudo de acordo com a distância entre elas (quando mais distantes, mais grave o som) e seu tamanho (quanto maior, mais grave o som produzido). Quanto mais forte o ar é forçado para as palhetas, mais intenso é o som. O ar é proveniente do fole, que é aberto ou fechado com o auxílio do braço esquerdo. A maioria dos acordeões tem quatro vozes, que são diferentes oitavas para uma mesma tecla ou botão. Portanto, num acordeão de quatro vozes com o registro 'master' pressionado, ao tocar um Dó, na verdade são tocados dois Dós na oitava que pressionou, um Dó uma oitava acima e um Dó na oitava abaixo, e isso é responsável pelo som único do acordeão.[210]
- Flauta: também usado na música sertaneja e paraguaia, possui um som melodioso, de timbre suave e doce.[211] Seu som depende essencialmente, por um lado, da natureza e da direção da onda de ar e, por outro, do comprimento da coluna de ar. O som fundamental da flauta é o DÓ3, a partir do qual a extensão do instrumento é de 3 oitavas, graças aos harmónicos 2 e 4 (oitava e dupla oitava), cuja emissão é obtida pela modificação da pressão do sopro.[212]
- Harpa: também é influência da música do Paraguai, com formato sempre triangular lembrando um arco de caça, a harpa é constituída pela caixa de ressonância, coluna, pescoço(s), pedais e cordas.[213]
- Viola caipira: a viola caipira tem características muito semelhantes ao violão. Tanto no formato quanto na disposição das cordas e acústica, porém é um pouco menor. Existem diversos tipos de afinações para este instrumento, sendo utilizados de acordo com a preferência do violeiro. As mais conhecidas são Cebolão, Rio Abaixo, Boiadeira e Natural.[214]
- Violão: possui corda de nylon ou aço, concebida inicialmente para a interpretação de peças de música erudita. O corpo é oco e chato, em forma de oito, e feito de várias madeiras diferentes. O braço possui trastes que a tornam um instrumento temperado. As versões mais comuns possuem seis cordas de nylon, mas há violões com outras configurações, como o violão de sete cordas e o violão baixo, com 4 cordas, afinadas uma oitava abaixo das 4 cordas mais graves do violão.[215]
- Violão de aço: instrumento de corda em que o som é produzido por ressonadores com formato de cones de metal, invés do comum tampão de madeira (face da guitarra), com um slide de metal ou vidro. Foram produzidas com o objetivo de terem o som mais alto que o dos violões comuns, produzindo um som alto estridente, mesmo sem amplificadores eletrônicos ou qualquer equipamento similar, podendo ser ouvida em grandes salões ou áreas de ar livre. Seu corpo são diferentes em geral do corpo dos violões comuns: A ponte está ligada ou ao centro do cone ou à borda (por uma "aranha" de alumínio), e assim as vibrações das cordas são ampliadas e saem através da placa perfurada na parte superior. Também muitos violões desse estilo são feitas integralmente de aço, ferro ou alumínio para aumentar ainda mais a ressonância do som. Comumente, os violões de aço tem apenas um cone, mas algumas também possuem três (chamadas tri-cones).

Gêneros
Os gêneros musicais típicos de Naviraí é grande parte proveniente do Paraguai em função da proximidade com aquele país. Também tem influências de outras regiões do Brasil:
- Chamamé: é um gênero musical tradicional da província de Corrientes (Argentina), apreciado também no Paraguai e em vários locais do Brasil (Mato Grosso do Sul, Paraná, Rio Grande do Sul). Em sua origem, se integram raízes culturais dos povos indígenas guaranis, dos exploradores espanhóis e até de imigrantes italianos. Na Argentina, o chamamé é dançado em compasso ternário, ou seja o chamamé valsado, na língua indígena guarani, chamamé quer dizer improvisação. O chamamé é o resultado do amor, da fusão de raças (etnias), que misturadas com o tempo contaram a história do ser humano e de sua paisagem, projetando-se inclusive para outras fronteiras. Utiliza o acordeão e o violão como instrumentos principais.
- Guarânia: gênero musical de origem paraguaia, em andamento lento, geralmente em tom menor. As canções mais conhecidas são: Índia, Ne rendápe aju, Panambi Vera e Paraguaýpe, canções baseadas em poemas com acompanhamento sinfônico. O gênero seduz as populações urbanas, mas não o interior. Isto é provavelmente devido ao interesse das pessoas por estilos mais rápido como a Polka ou o Purahéi Jahe'o.
- Moda de viola: expressão da música caipira brasileira que se destaca como sendo seu maior exemplo, entre outros ritmos e estilos formados a partir das toadas, cantigas, viras, canas-verdes, valsinhas e modinhas, união de influências européias, ameríndias e africanas. A palavra moda é de origem portuguesa, significando canto, melodia ou música. Na região centro-oeste, onde se localiza Naviraí, as modas de viola são previamente escritas e decoradas. A temática dominante nas modas prende-se a três aspectos básicos: a saga dos boiadeiros e lavradores, o anedotário caipira e as histórias trágicas de amor e morte. A moda de viola é uma narração feita em ritmo recitativo, onde o cantador tem que contar uma história. A melodia é solta, como se fosse uma poesia falada com acompanhamento musical. É caracterizada pela viola solada acompanhando a melodia das vozes. Há descrição de costumes caipiras, sátiras de costumes e histórias de bichos e mais raramente uma narrativa meio surrealista chamada de moda-de-patacoada, sem qualquer ligação com a inteligibilidade lógica. As modas de viola são normalmente cantadas em duas vozes, com um intervalo musical de terça e acompanhamento de viola. A métrica geralmente é de sete sílabas (redondilha maior), aparecendo por vezes a de cinco sílabas (redondilha menor). As formas estróficas mais utilizadas são a sextilha, a oitava e a quadra e, de forma mais rara, a décima.
- Polca paraguaia: também chamada de Danza Paraguaya (ou dança paraguaia em espanhol), é um estilo musical criado no Paraguai no século XIX.
- Sertanejo: chamado também de "música caipira", é um gênero musical produzido a partir da década de 1910 por compositores rurais e urbanos, outrora chamada genericamente de modas, emboladas, e fado português. O som da viola é predominante. Inicialmente, tal estilo de música foi propagado por uma série de duplas, com a utilização de violas e dueto vocal. Esta tradição segue até os dias atuais, sendo, a dupla, geralmente caracterizada por cantores com voz tenor (mais aguda), nasal e uso acentuado de um falsete típico. Enquanto o estilo vocal manteve-se relativamente estável ao longo das décadas, o ritmo, a instrumentação e o contorno melódico incorporaram, aos poucos, elementos de gêneros disseminados pela indústria cultural. Se for adotado o critério de que música caipira e sertaneja são sinônimos, pode-se dividir este gênero musical em alguns subgêneros principais: "Caipira" (ou "Sertanejo de Raiz"), "Sertanejo Romântico" e sertanejo universitário.[216]
- Vanerão: foi trazida a Naviraí pelos gaúchos que para cá partiram em busca de novas fronteiras agrícolas ao longo do século XX. Hoje pode-se encontrar grupos famosos responsáveis pelo ritmo por toda a região Centro-Oeste. O vanerão é também conhecido como limpa-banco, tendo o andamento mais rápido do que a vanera, prestando-se ao virtuosísmo do gaiteiro de gaita piano ou botonera (voz trocada), sendo assim muitas vezes um tema instrumental. Quanto à forma musical, o vanerão pode ser construído em três partes (rondó), utilizado em ritmos tradicionais brasileiros como o choro e a valsa. Quando cantado, dependendo do andamento e da divisão rítmica da melodia, exige boa e rápida dicção por parte dos intérpretes. O Vanerão com sua vivacidade exige bastante energia, tantos dos músicos, como dos bailadores. Os passos do Vaneirão devem ser executados em três movimentos : dois passos para a esquerda e um para a direita.

Danças
As danças típicas de Naviraí têm origens diversas, mas grande parte origina de danças semelhantes do Paraguai e Região Sul do Brasil.
- Chupim: dança que simboliza a polca paraguaia, representado por três pares, que imitam a ave de mesmo nome cortejando as fêmeas. Frequentemente, vai-se ao encontro do Carão, imitação do pássaro de mesmo nome, que é um ave de rapina que tenta roubar de qualquer jeito a fêmea/dama do seu companheiro. É acrescentado ainda toques de castanholas, com os dedos das mãos, da aculturação dos espanhóis. Possui como movimentos a catena, tourear o par, danças e rodar o par.
- Mazurca: dança igual a rancheira, que é muito comum na região Sul do Brasil e segue o mesmo formato dos bailes sulistas.
- Palomita: dança de salão executada sob o som de polca paraguaia e/ou chamamé. No Paraguai se utiliza um gênero de mesmo nome para tal dança, com revezamento entre casais participantes.
- Polca de Carão: chamada também de Polca do Fora, a dança é uma brincadeira que consiste em os dançantes levarem um carão (ou um fora) do seu pretendente. E continua até que todos levem um carão.
- Toro Candil: caracteriza-se mais como uma brincadeira do que como dança ou folguedo. É feita com o boi (toro em espanhol) feito de arame, pano e a ossada natural da cara do boi, que é abatido para a festa. Duas tochas com fogo aceso são colocadas ao chifre do boi candeeiro (candil em espanhol). Brincantes mascarados (mascaritas em espanhol) fazem apresentações vestidos para não serem reconhecidos (ambos os sexos) brincando entre si e mudam o seu idioma para o guarani. Enquanto o Toro Candil não chega, faz-se a brincadeira do bola-ta-ta (bola de pano embebida em óleo e acesa), daí chuta-se a bola de um brincante para outro até ela apagar totalmente. Então entra em cena o Toro Candil para alcance do auge da festa. Quando ficam cansados, vão para o salão e dançam (pode-se dançar com outro brincante do mesmo sexo, pois eles não se conhecem) no ritmo de salsas e merengues.
- Xote aos Pares: também chamado de Xote de Três, é uma dança equivalente ao Xote de Duas Damas, que é muito executado na Região Sul do Brasil.
- Xote Inglês: trazida pelos migrantes do Sul do Brasil, possui formato de xote com duas divisões bem definidas: uma com o ritmo que leva a marcação do giro executado pelo par com seis passos girando á esquerda e depois mais seis passos para a direita e na sequência marca-se dois passos para a esquerda e dois para a direita com um giro para a direita com mais três passos repetidos nessa segunda parte. Após volta-se ao início e a dança continua até o fim.

### Literatura
Na literatura Naviraí também possui seu destaque. A cidade possui como filha ilustre a escritora Divina Célia (que já ganhou inclusive prêmios nacionais.) e Paulo Hamilton, que também é colunista local. Outros escritores representantes são Rafael Chociai, Estácio Valentim Carlos, Valdecir dos Santos, Wanderson Pereira de Souza e Ciro José Toaldo.
Na cidade, há, ainda, várias bibliotecas. Entre elas, a Biblioteca Municipal Dom Aquino, a Biblioteca do SESI, a Biblioteca da UFMS e a Biblioteca Arandu.

### Vida cultural
Naviraí é uma cidade que pensa o futuro, inclusive na questão de eventos culturais.

#### Locais
- Casa de Cultura de Naviraí: a cidade de Naviraí dispõe deste centro cultural situado na Rodoviária de Naviraí.[221]
- Mercadão de Naviraí: local onde é possível comprar produtos e especiarias existentes na região tais como peixes, frutas, erva-mate. Foi inaugurado em setembro de 2015.[208]
- Museu Ambiental: situado dentro da Polícia Militar Ambiental, que conta com 70 animais empalhados para exposição. De acordo com a corporação, trata-se de bichos recolhidos atropelados em rodovias, mortos durante atividades de caça ou que morreram no Centro de Reabilitação de Animais Silvestres, reaproveitados na capacitação dos militares.[222]

#### Movimentos culturais
Música
Em Naviraí, o que mais se destaca em matéria de música são as duplas sertanejas e grupos de música romântica.
Na música sertaneja, há nomes de reconhecimento nacional como Vinicius Fernando Carlinke (da dupla João Bosco & Vinicius) e o violeiro Moisés (da dupla Robson Freitas e Moisés Viola). Há, ainda, duplas surgidas no município tais como Leo & Hugo, Batô e Ferre, Adalberto & Edilson, Mário Fagundes & Jhonny Rey, Rodrigo & Michel, Silvio & Silvinho, Muniz & Willian, João Luis & Thiago, Cleiton & Cristina, Delan e Delair, Max & Miguel, Maycon & Henrique, Ramiro & Rafael, Luiz Paulo & Medina, Pantaneiro & Daniel, Fredy & Nelson, Barqueirinho & Aragão e Talles Henrique & Rafael.
Há, ainda, grupos musicais pop (Banda Adonai, Banda Ardente Adoração, Banda Etna, Banda Fantoche Camelo e Banda Heros), de rock (Banda Dom'Black, Banda Mad Rocks e Banda Plug 12), samba (Grupo Mistura do Samba e Banda Ônix), MPB (Banda Tetra), gospel (Banda Ministério Inove), orquestra (Orquestra de Cordas) e percussão (Banda Musical Tom Jobim).
Outros
Em Naviraí, se destacam, também, grupos de teatro (Kadwéus e Trupe Arte e Vida), os corais municipais de Igrejas e Escolas (Maxi Reino, 3 Idade) e ainda grupos de dança e capoeira (Crazy Dance, Dança Gaúcha e Filhos de Jamaica, este com o professor Hevaristo) nas escolas da rede municipal e estadual e particular. Há, ainda, projetos culturais tais como Dança de Salão e Ciranda En'Arte.

## Desportos

### Modalidades

#### Futebol
A cidade de Naviraí sempre teve glórias no futebol. Havia um time de nome Nequinho Futebol Clube, que foi campeão na categoria sub-15 em 1982. Também havia uma seleção municipal que disputou torneios em 1988.
Mas o maior destaque no futebol é o extinto time da Sociedade Esportiva Naviraiense (fundado no dia 11 de novembro de 1983), que atingiu seu apogeu quando foi campeão estadual de futebol profissional em 1987. Dívidas e falta de apoio empresarial faliram o clube anos depois, no fim de 2003. Atualmente Naviraí possui um time de futebol chamado Clube Esportivo Naviraiense (CEN), fundado em 2005. O time foi campeão estadual da série B em 2007, e da série A em 2009 e também disputou o Campeonato Brasileiro da Série D em 2009 e a Copa do Brasil em 2010 e 2011. Em 2010 sofreu uma das maiores goleadas da história do futebol brasileiro (10 x 0 contra o Santos FC de Neymar).

#### Futsal
Também, já abrigou jogos da equipe de futsal de Naviraí, em jogos da Copa Morena, que é a principal competição de futsal do Centro-Oeste.

#### Voleibol
Preparadas nas escolas do município, as equipes de voleibol masculino e feminino ganharam vários prêmios, principalmente nos torneios estaduais como os Jogos Escolares de Mato Grosso do Sul (JEMS).

#### Basquete
Assim como no vôlei, o basquete também é preparado nas escolas do município e ganharam vários prêmios, principalmente nos torneios estaduais como o JEMS. Também conquistou, em 2014, os Jogos Abertos Brasileiros.

#### Beisebol
Gervasio Kamitani chegou a Naviraí em 1973. É um dos precursores do beisebol em Naviraí. Segundo ele, Naviraí ficou um tempo sem as categorias de base do esporte e veio a necessidade de desenvolver um projeto social. Esse projeto é uma parceria com a prefeitura, possibilitando que as crianças participem no contraturno. A coordenadora do projeto é Izaura Kamitani, esposa de Gervasio. O campo de treinamento se localiza ao lado do Estádio Virotão.

#### MMA
As artes marciais mistas (MMA) no município são representadas pelo lutador Luan Chagas "Tarzan", que iniciou a carreira aos 16 anos quando se mudou de Naviraí, onde nasceu, para Curitiba. Começou a treinar com a equipe Gile Ribeiro College, que ofereceu todo o apoio necessário para o seu profissionalismo. Tarzan Luta na categoria meio médio (até 77 kg). Até o momento, perdeu apenas uma luta.

#### Caratê
O lutador Shilan Fabiano dos Santos de Paula é um dos mais conceituados técnicos de caratê e muay thai kyokushinkaikan da atualidade. Faixa preta 4º Dan de caratê e prajied preta de muay thai kyokushinkaikan, hoje uma das maiores organizações do mundo. É diretor técnico oficial da organização sul-mato-grossense. Já ganhou 9 campeonatos brasileiros e é o atual dono do cinturão de até 70 kg.

### Infraestrutura

#### Estádios e campos
Naviraí é uma cidade que possui um bom número de praças esportivas. Um deles é o Estádio Virotão, fundado em 1978 e que é a principal praça esportiva da cidade com capacidade para 5 mil torcedores.
Na cidade também há o Estádio Pacolão, de menor tamanho. O estádio, que foi fundado em 1977, já foi a principal praça esportiva de Naviraí. Outro campo que tem destaque é o campo do Balneário Paraíso das Águas.

#### Ginásios
Naviraí possui um ginásio municipal, o Poliesportivo de Naviraí, situado entre as avenidas Amambai e Glória de Dourados. Com capacidade para 2 mil pessoas, o ginásio é utilizado para as principais competições estudantis do município e do Estado. Também, já abrigou jogos da equipe de futsal de Naviraí, em jogos da Copa Morena, que é a principal competição de futsal do Centro-Oeste.

#### Complexo esportivo
O projeto do Complexo Esportivo de Naviraí prevê a construção de uma moderna praça de esportes e de lazer, com infraestrutura para a prática das principais modalidades esportivas de quadra, além do futebol. Vai ter ginásio de esportes, pista de caminhada, campo de futebol e área de recreação e lazer.

#### Motódromo
Naviraí também realiza, todos os anos, sua etapa do campeonato estadual de motocross. A cidade possui um dos melhores motódromos do Estado, que se situa ao lado do Estádio Virotão.